# Basilique Notre-Dame-des-Victoires de Paris
Pour les articles homonymes, voir Basilique Notre-Dame-des-Victoires, Église Notre-Dame-des-Victoires, Basilique Notre-Dame et Notre-Dame-des-Victoires.
La basilique Notre-Dame-des-Victoires de Paris est un lieu de culte catholique situé place des Petits-Pères dans le 2e arrondissement de Paris, dont la construction a débuté en 1629 et s'est achevée en 1740. C'est le dernier vestige du couvent des Augustins déchaussés (dit couvent des Petits Pères).
La basilique est dédiée à la Vierge Marie sous le nom de « Notre-Dame des Victoires » à la suite de la demande de Louis XII et vénérée enfin sous le nom de « Notre-Dame des Victoires, refuges des malades et des pêcheurs » à la suite de l'appel reçu par le frère Fiacre. C'est l'une des cinq basiliques mineures de Paris,, élevée à ce rang le 23 février 1927.
Elle fait l'objet d'un classement au titre des monuments historiques depuis le 12 mai 1972.

## Historique

### Avant la Révolution française

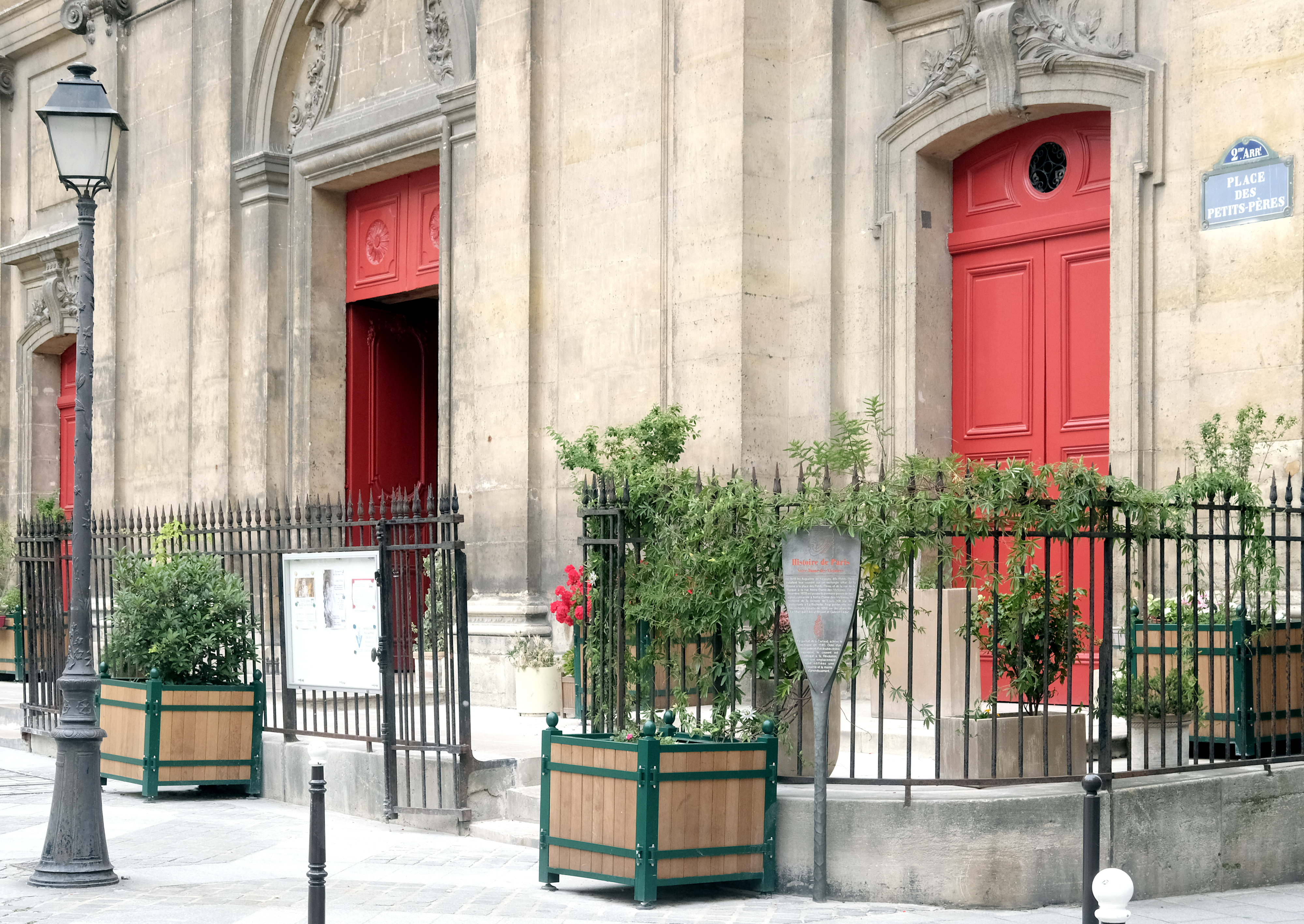
Panneau Histoire de Paris devant l'entrée de la basilique.

En 1614, Louis XIII vient prononcer dans une église d'Aubervilliers le vœu de construire à Paris une église dédiée à la Vierge s'il remporte une victoire militaire contre les Protestants. Exaucé en 1628 à la suite du siège de la Rochelle, il décide la construction de l'église Notre-Dame-des-Victoires, qu'il considère alors comme la fille de Notre-Dame-des-Vertus d'Aubervilliers. Louis Blond tient toutefois cette origine pour une légende et assure que « les lettres patentes ne parlent ni de La Rochelle ni d'un engagement quelconque. De plus elles précisent que cette fondation fut sollicitée par des religieux Augustins déchaussés, installés depuis peu à la porte Montmartre… ».
Le plan de l'église est conçu par l'architecte Pierre Le Muet au bénéfice des Augustins déchaussés, dits les Petits Pères ; mais les travaux à peine commencés en 1629 furent suspendus faute de fonds. À partir de 1656, la construction est reprise sous la direction de Libéral Bruant, puis de Gabriel Le Duc. Bien qu'inachevée, l'église est bénie en 1666. Touche finale, le portail est dû à Jean-Sylvain Cartaud qui achève la construction du sanctuaire de 1737 à 1740.
La basilique est consacrée le 13 novembre 1740 par Hyacinthe Leblanc, évêque in partibus infidelium de Joppé et Charles Gaspard Guillaume de Vintimille du Luc, archevêque de Paris

### Depuis la Révolution française

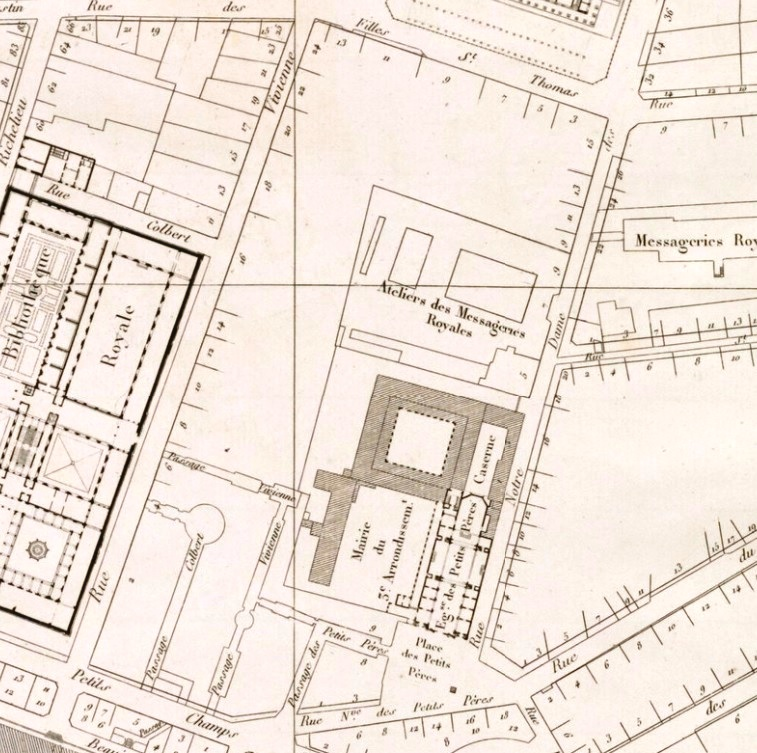
État de l'îlot des Petits-Pères avant le percement des rues de la Banque et Paul-Lelong, sur l'atlas de Jacoubet, vers 1830.

À la Révolution française, l'église, privée de ses religieux, devient le siège de la Loterie nationale puis Bourse des valeurs sous le Directoire. Elle est rendue au culte en 1802.
En décembre 1836, le curé de Notre-Dame-des-Victoires, l'abbé Charles-Éléonore Dufriche-Desgenettes, consacre sa paroisse au Cœur Immaculé de Marie. Le sanctuaire abrite depuis lors une association de prière mariale, l'Archiconfrérie du Très Saint et Immaculé Cœur de Marie.
Les bâtiments conventuels sont détruits lors du percement de la rue de la Banque et de la rue Paul-Lelong ordonné en 1844.
Le pape, par coutume, a le droit de couronner les statues de la Vierge Marie, la couronne étant signe de royauté et de victoire. La première statue couronnée en France est celle de cette basilique, le 9 juillet 1853 à la demande du pape Pie IX en remerciement de la délivrance de Rome par les Français.

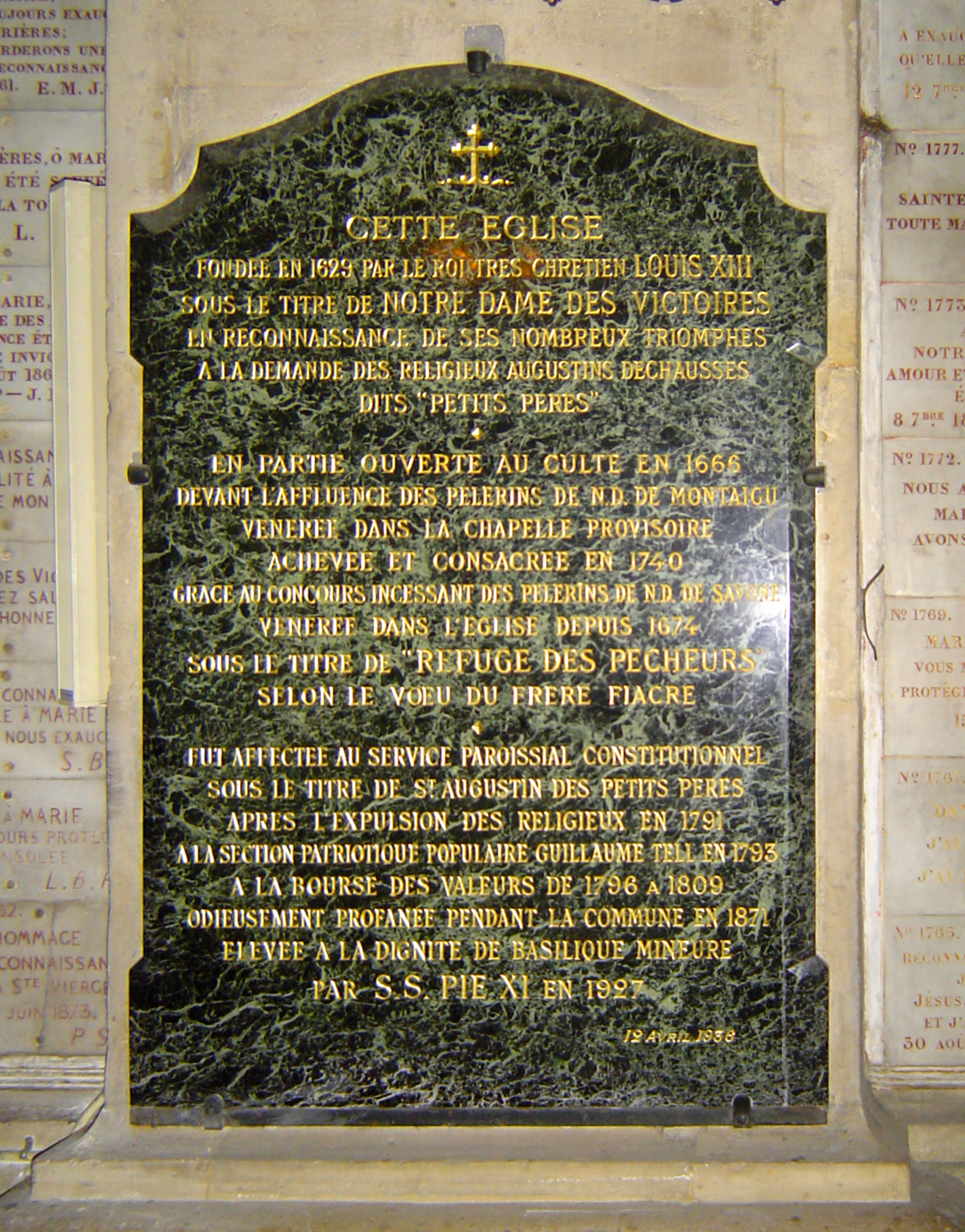
Plaque à l'entrée de la nef.
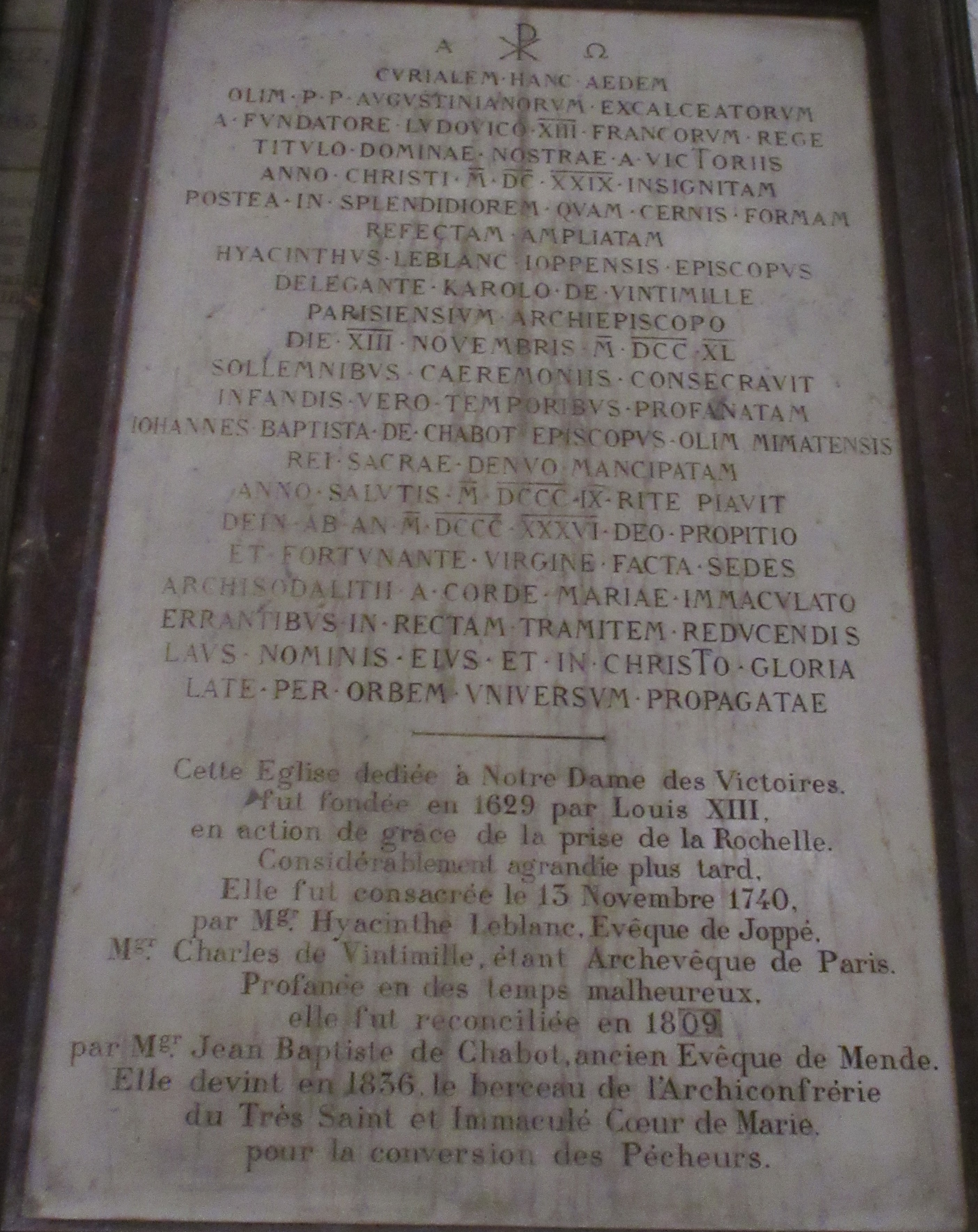
Plaque commémorative.
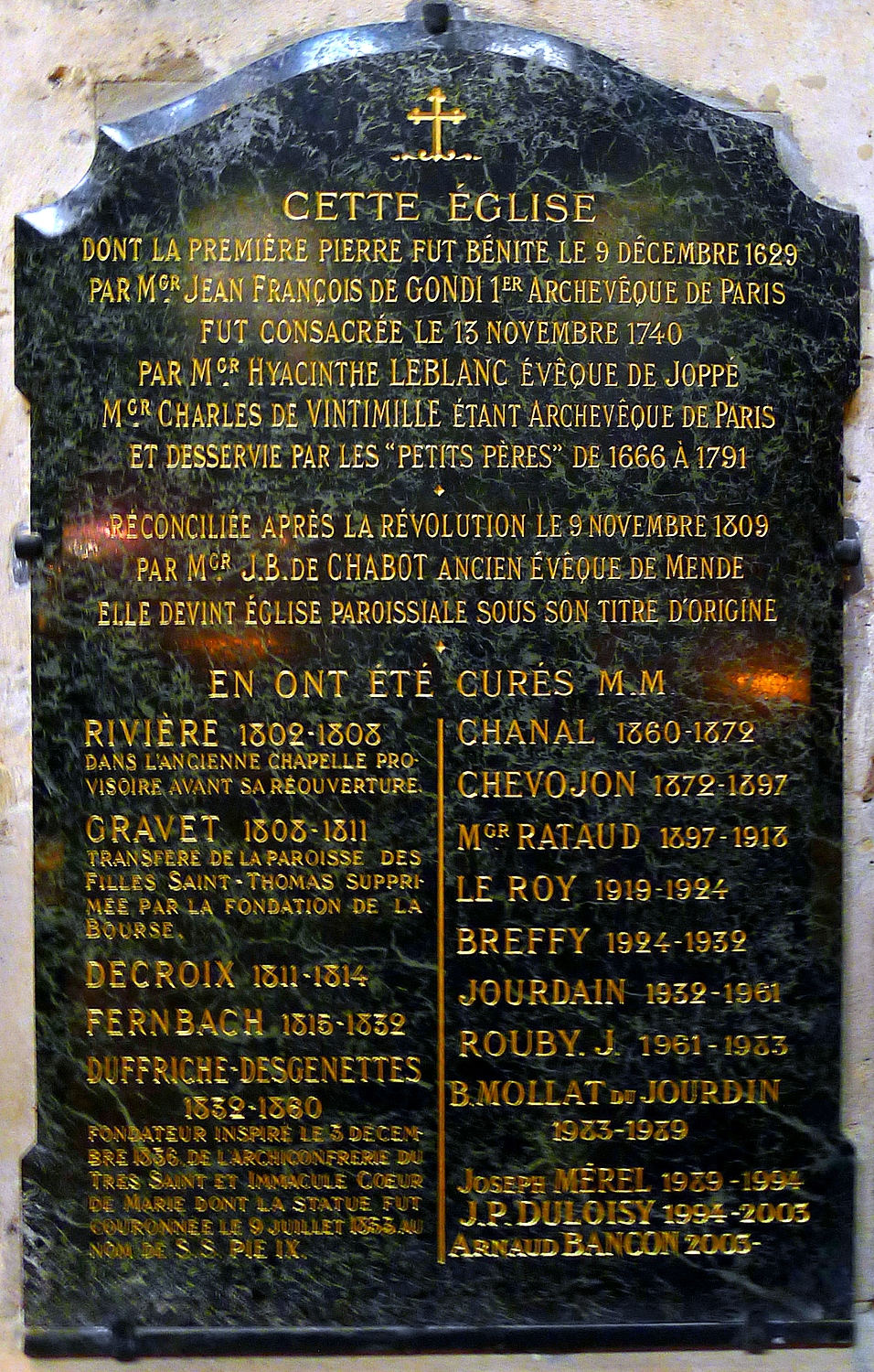
Liste des prêtres de la basilique.

## Architecture et œuvres

plan de la basilique.

La consécration de l'église au Cœur Immaculé de Marie et son nom de Notre-Dame-des-Victoires de par le vœu de Louis XIII, lui vaut d'accueillir sur ses murs plus de trente-sept mille ex-voto.
Au sein du chœur sont exposées sept toiles monumentales de Carle Van Loo, dont la première, au centre, dépeint le Vœu de Louis XIII pendant le siège de La Rochelle de 1627–1628, et dont les six autres constituent une série de fresques sur la vie de saint Augustin d'Hippone :
- Vœu de Louis XIII, 1746 ;
- L'Agonie de saint Augustin, 1748 ;
- La Translation des reliques de saint Augustin, 1748 ;
- La Dispute contre les Donatistes (La conférence de Carthage), 1753 ;
- Le Sacre de saint Augustin, 1754 ;
- Le Baptême de saint Augustin, 1755 ;
- La Prédication de saint Augustin devant Valère, 1755 ;
- Conversion de saint-Augustin, 1819, (Bernard Gaillot).

### Extérieur
La façade sud, réalisée par Jean-Sylvain Cartaud, architecte du duc de Berry, se présente sous la forme d'un portail à deux ordres superposés, l'ionique en bas, le corinthien au-dessus. Ce portail est couronné par un fronton triangulaire avec au tympan, un écusson aux armes de la France surmonté de la couronne royale et entouré du grand cordon du Saint-Esprit. Au premier niveau, une gloire réalisée en bas-relief figure au-dessus de la porte centrale.
Le clocher contient quatre cloches :
- Marie-Victoire, fondue en 1819, sonne le la bémol ;
- Anne-Victoire, fondue en 1819, sonne le si bémol ;
- Saint Augustin, fondue en 1997, pèse 195 kg et sonne le do ;
- Sainte Thérèse de Lisieux, fondue en 1997, pèse 140 kg et sonne le ré bémol.

Façade
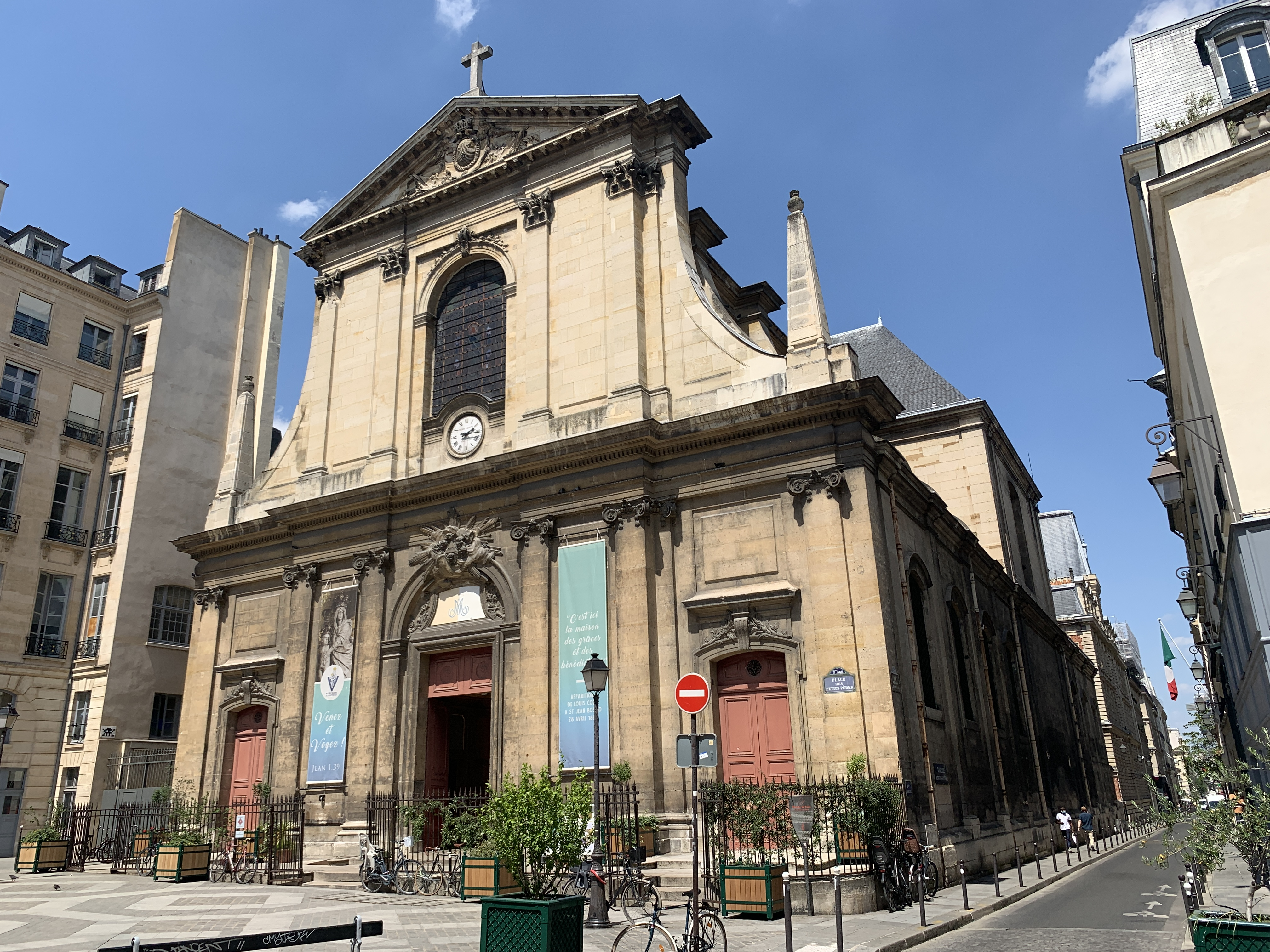
Avec la rue Notre-Dame-des-Victoires.
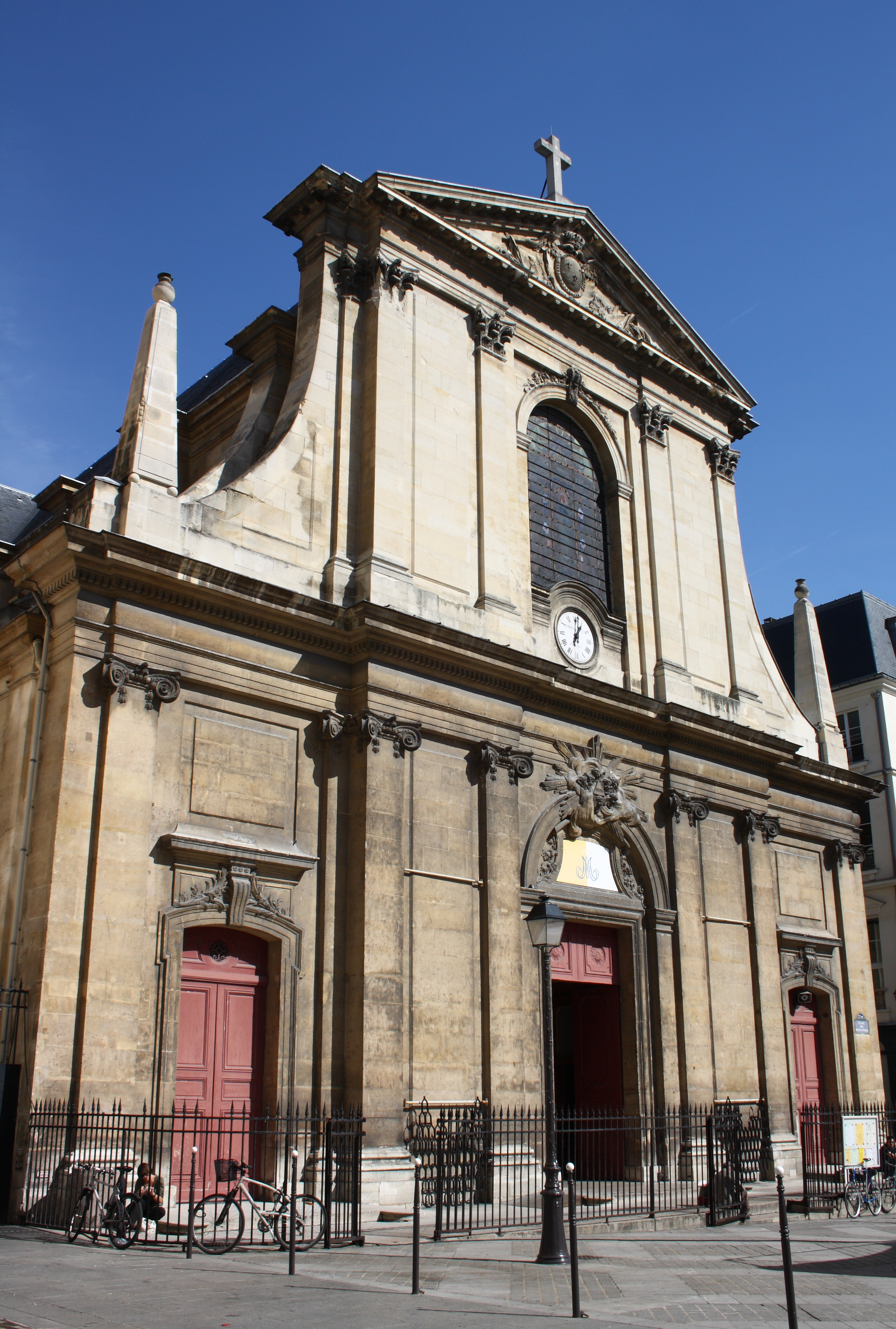
Sur la place des Petits-Pères.
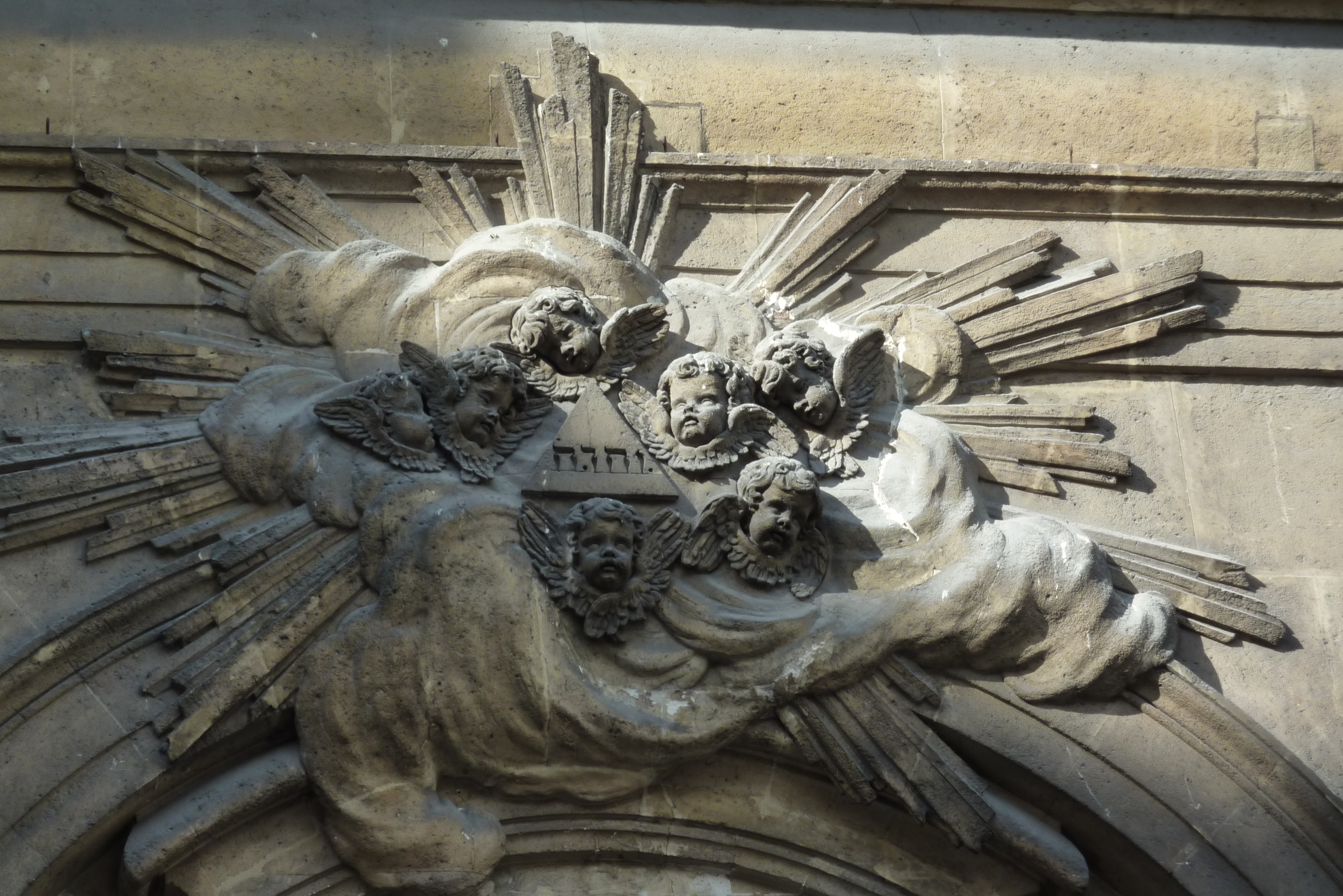
Gloire avec le tétragramme au dessus de l'entrée.
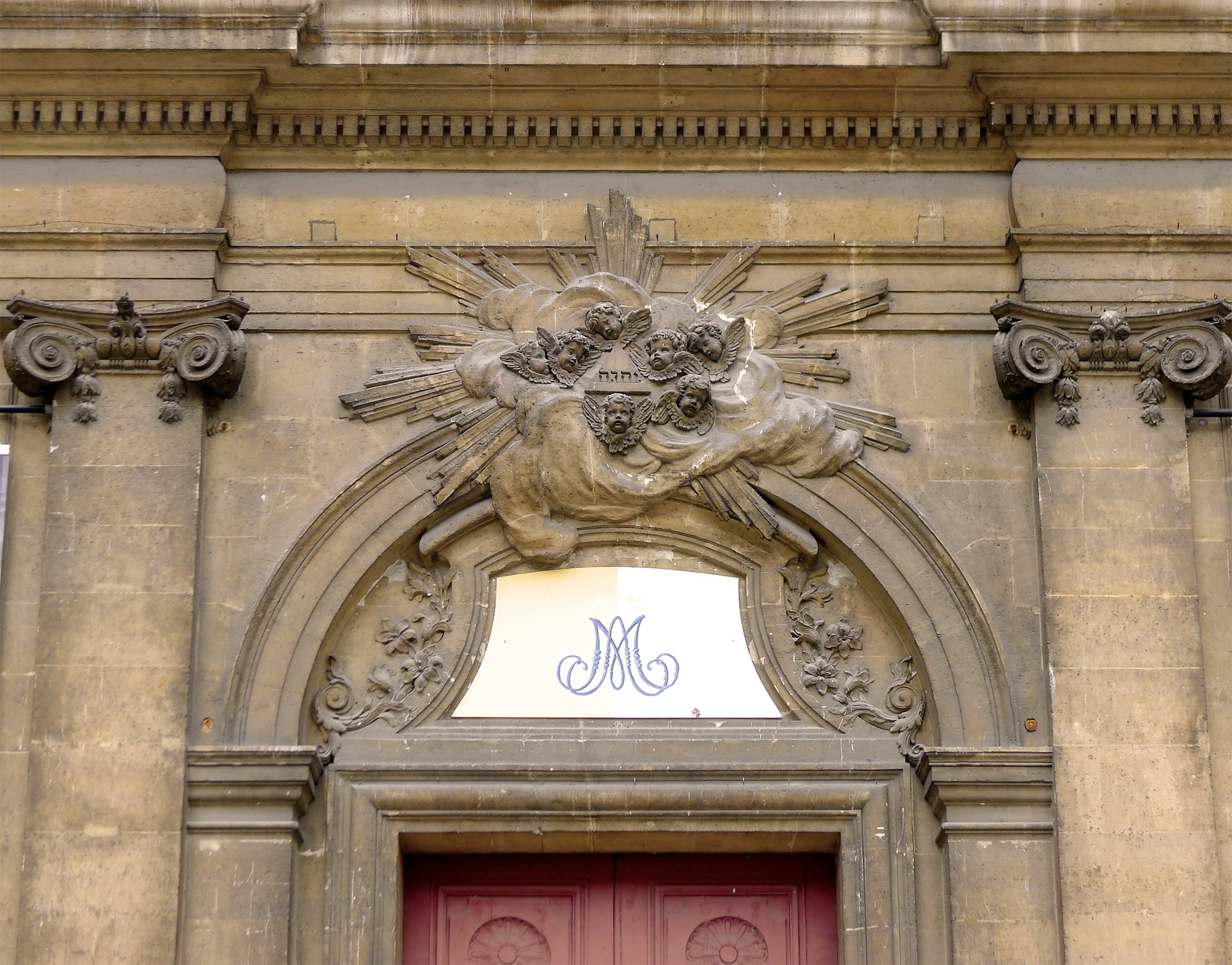
Ordre ionique.
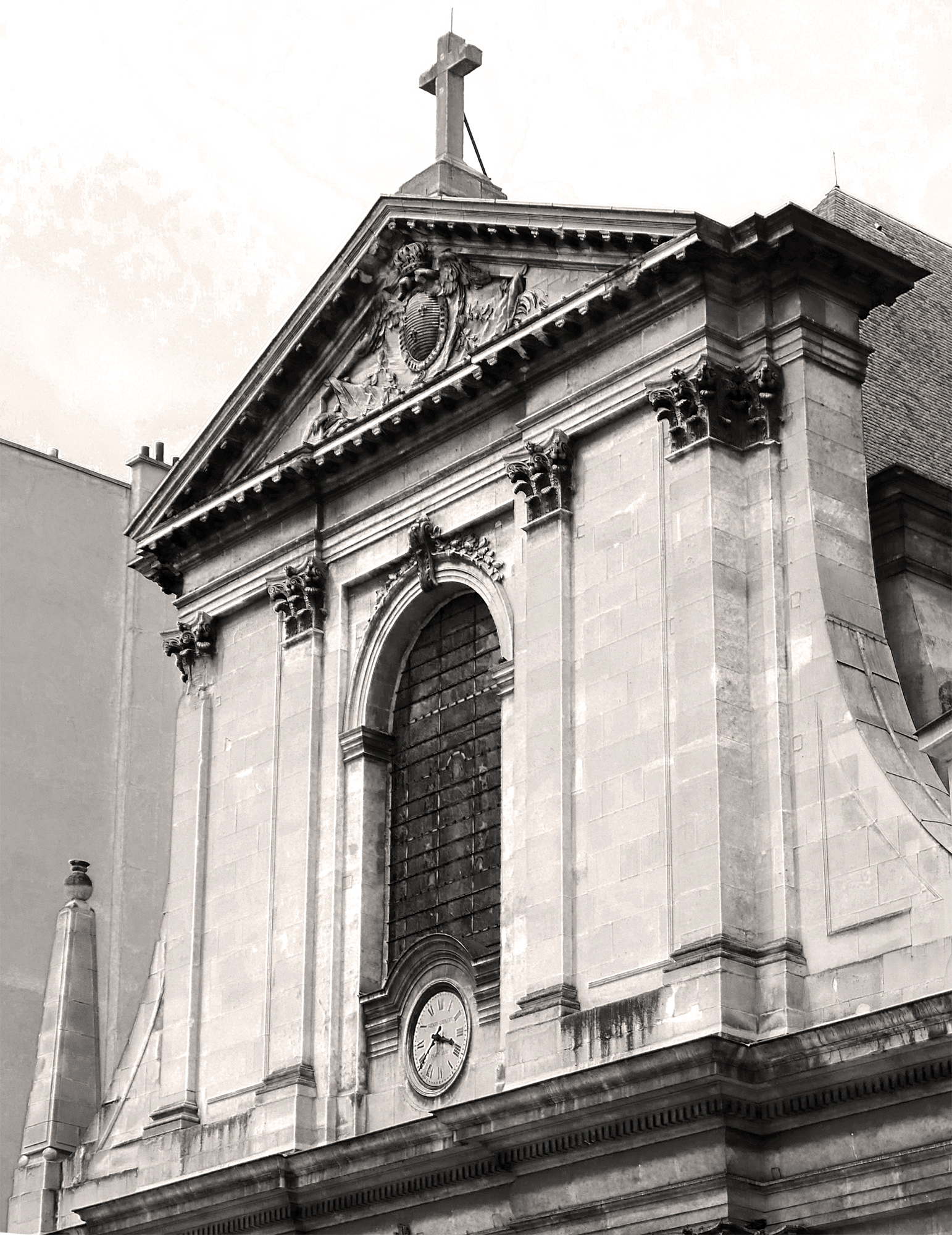
Ordre corinthien.

### Intérieur
La succession des architectes explique que l'église ne soit pas d'une parfaite unité. On peut y remarquer différentes œuvres dont :
- des vitraux d'Antoine Lusson dans le chœur et le transept ;
- dans le chœur, une série de toiles monumentales de Charles André van Loo sur la vie de saint Augustin et sur le siège de la Rochelle[13] ;
- un orgue du XVIIIe siècle ;
- la chaire à prêcher du XVIIIe siècle, œuvre du maître-sculpteur Louis-Alexandre Régnier ; elle accueillit le père Henri Lacordaire entre 1848 et 1850.

Quelques œuvres d'art
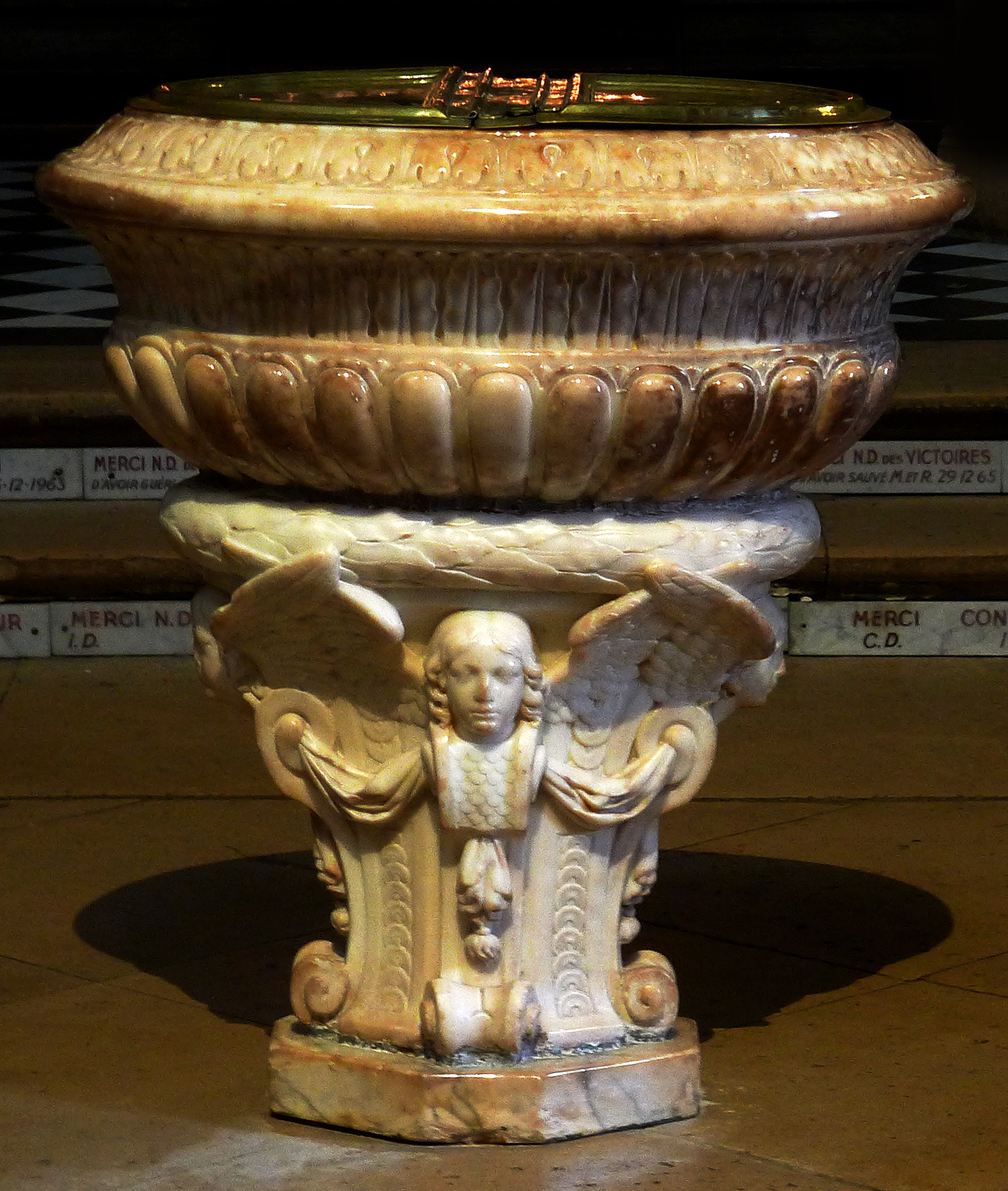
Bénitier en marbre du XVIIe siècle.
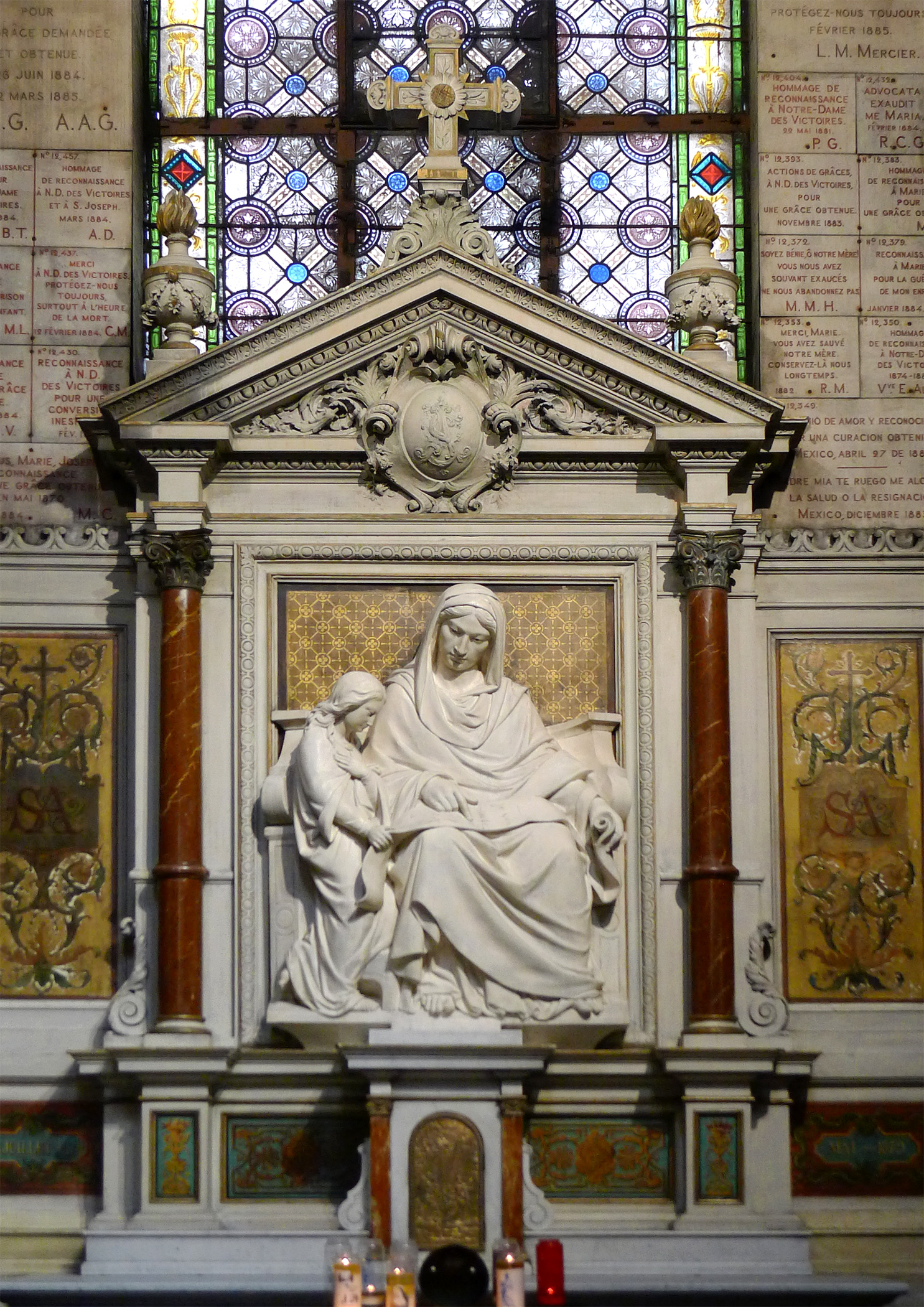
Bas-relief (sainte Anne et Marie enfant).
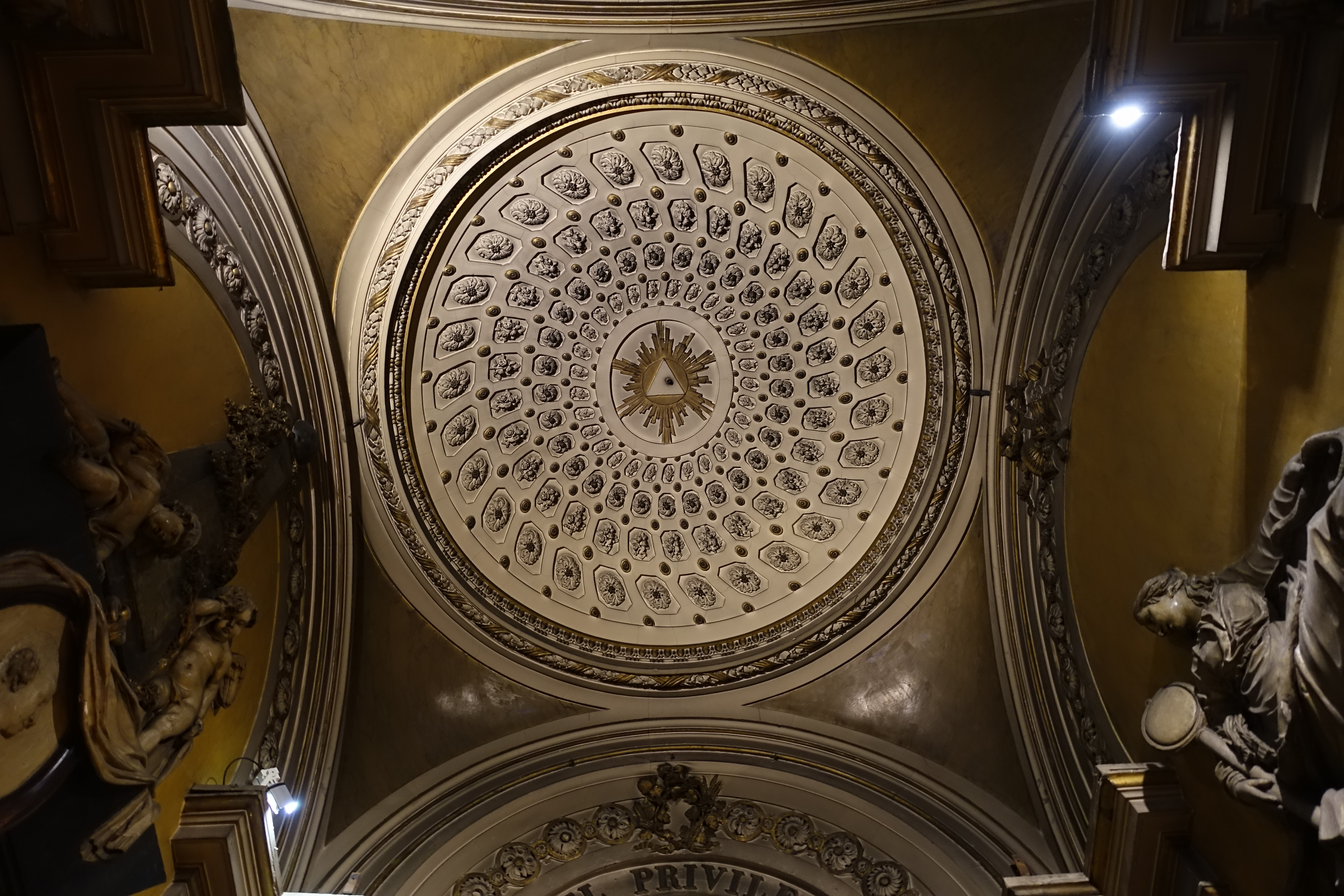
Ornementation du plafond.
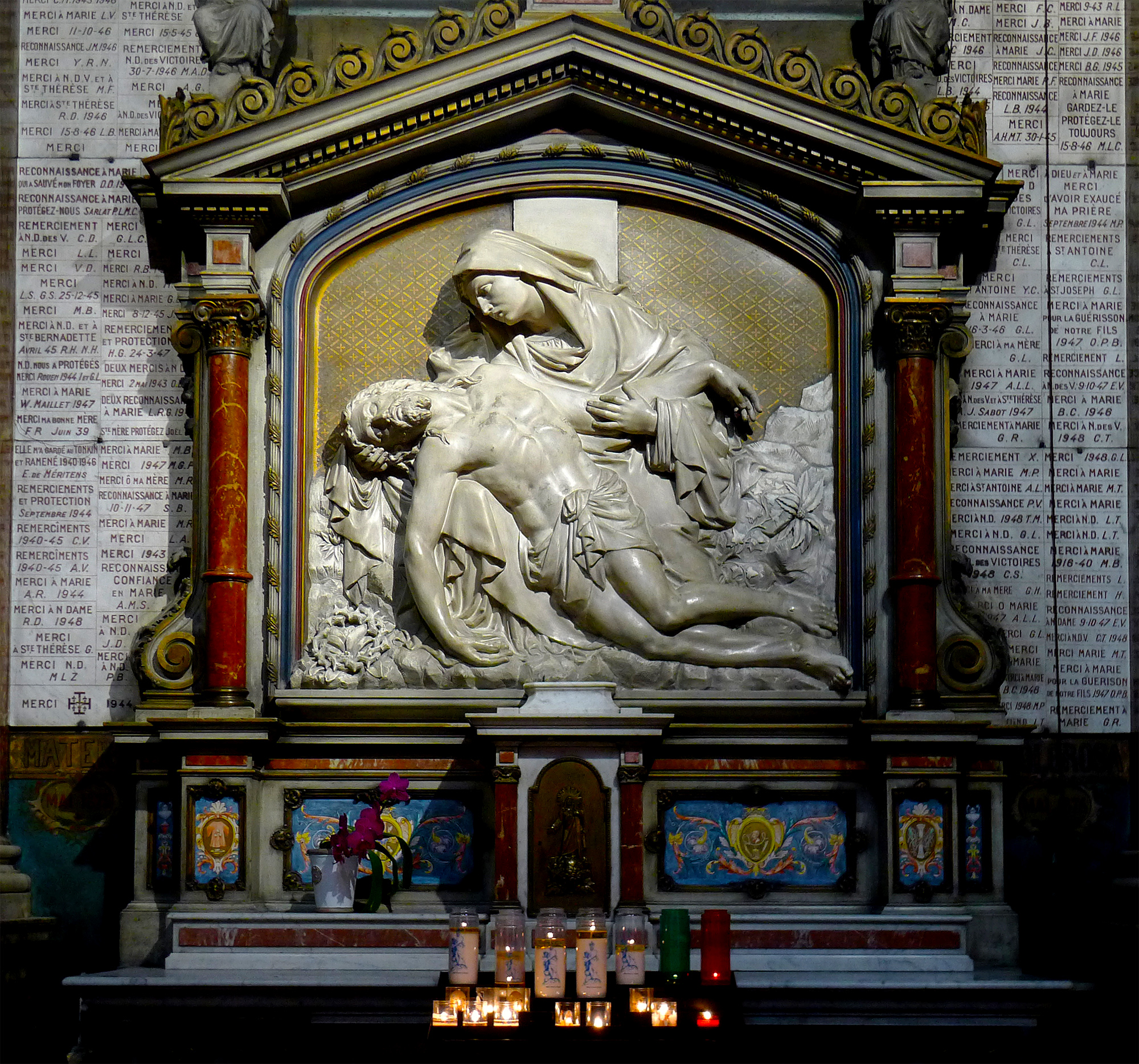
Chapelle de Notre-Dame des Sept Douleurs, Pietà en bas-relief réalisée par Charles Gonthier (1876).
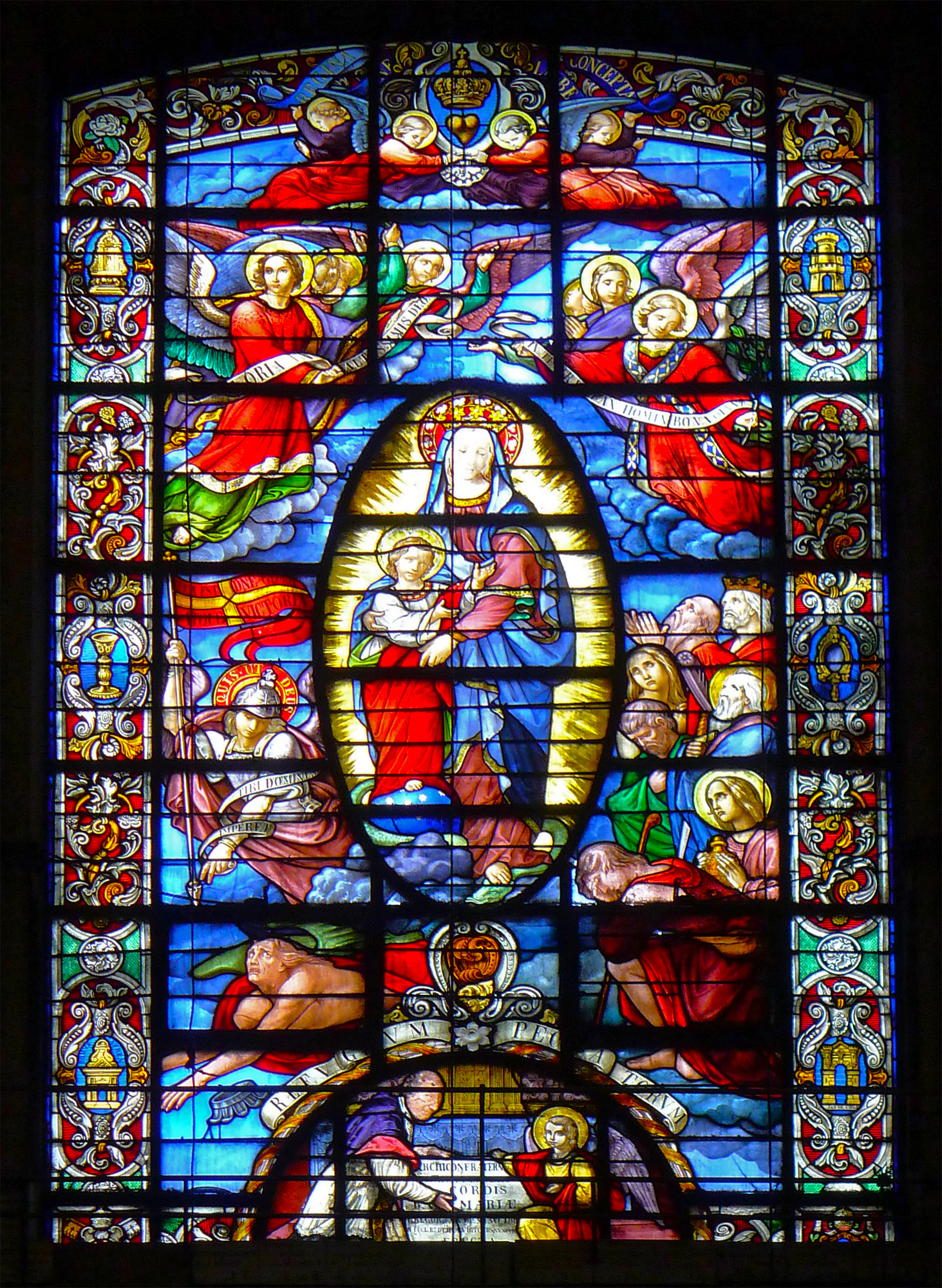
Chapelle de la Vierge, vitrail « Notre-Dame-Refuge-des-pécheurs ».
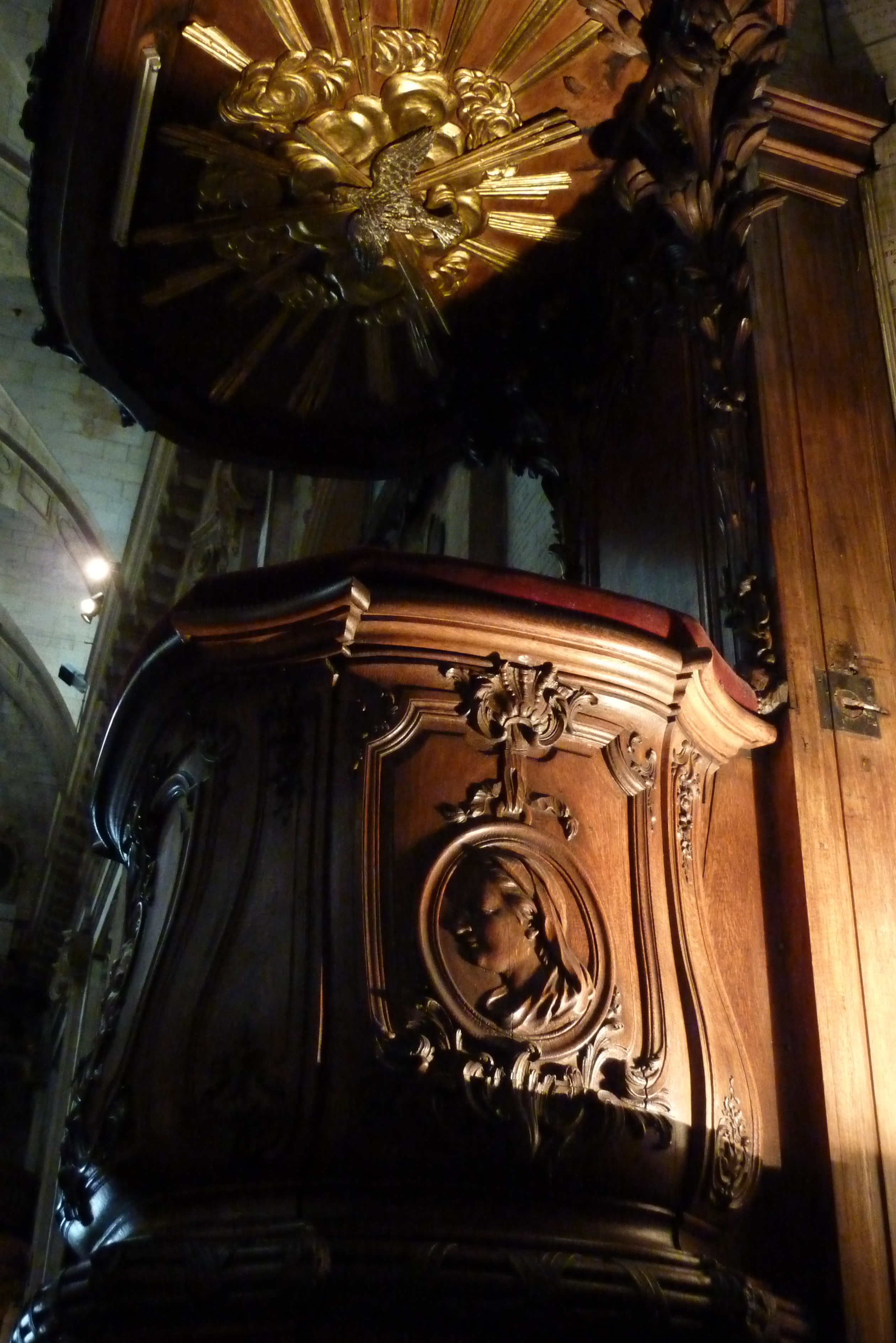
Chaire.

Le chœur décoré par Carle Van Loo
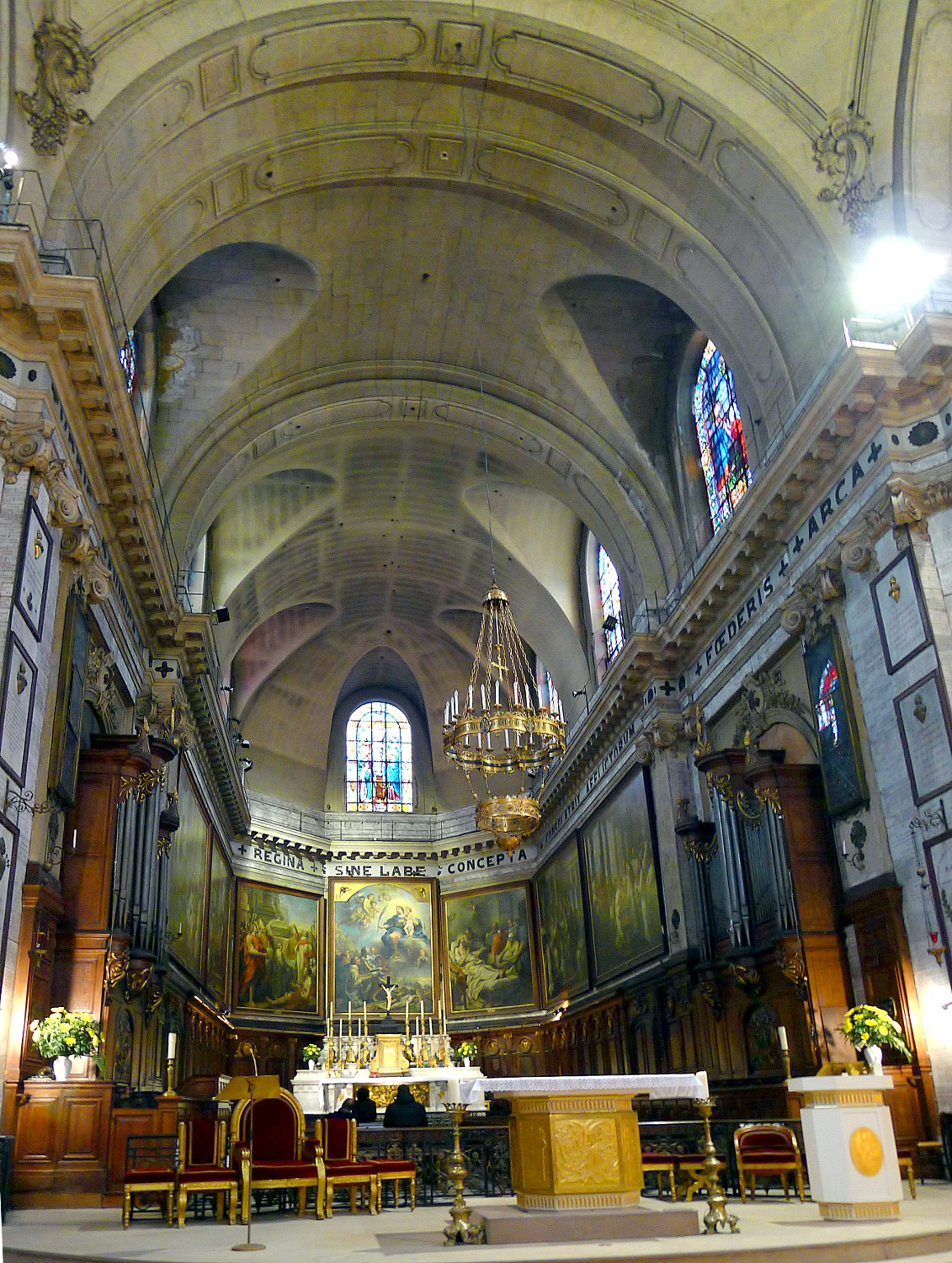
Le chœur, avec les sept tableaux de Charles André van Loo..

#### Chapelle Sainte-Anne
La chapelle Sainte-Anne, autrefois dédiée à saint Nicolas de Tolentino, a été restaurée et consacrée en 1865. Mais aujourd'hui, de cette restauration il ne reste rien. La chapelle fut en effet reconstruite en 1879 (date inscrite de part et d'autre du bas-relief), par le curé M. Chevojon.
Sur ses murs, comme pratiquement partout dans la basilique, ont été placés de nombreux ex-voto des années 1870. Le bas-relief central illustrant sainte Anne et Marie enfant, intitulée « L'Éducation de la Vierge », de facture quelconque, est encadré par deux colonnes de marbre rouge et surmonté d'un petit chapiteau et d'une croix. Les peintures extérieures, sur lesquelles figurent des arabesques végétales, affichent chacune en son centre les lettres SA, c'est-à-dire les initiales de sainte Anne.

#### Chapelle de l'autel de l'Archiconfrérie de Notre-Dame-des-Victoires

La chapelle et la statue de Notre-Dame-des-Victoires
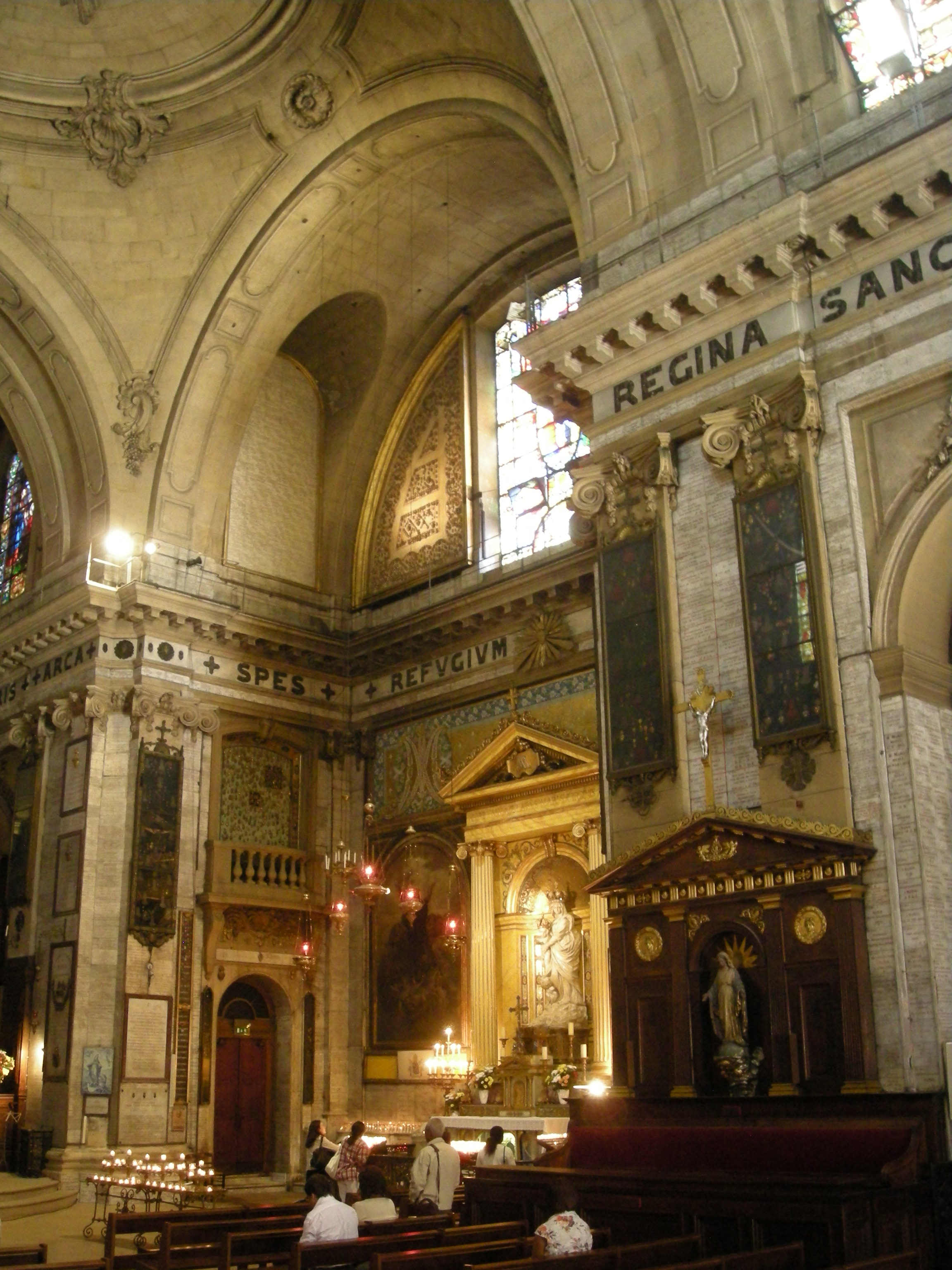
Vue d'ensemble.
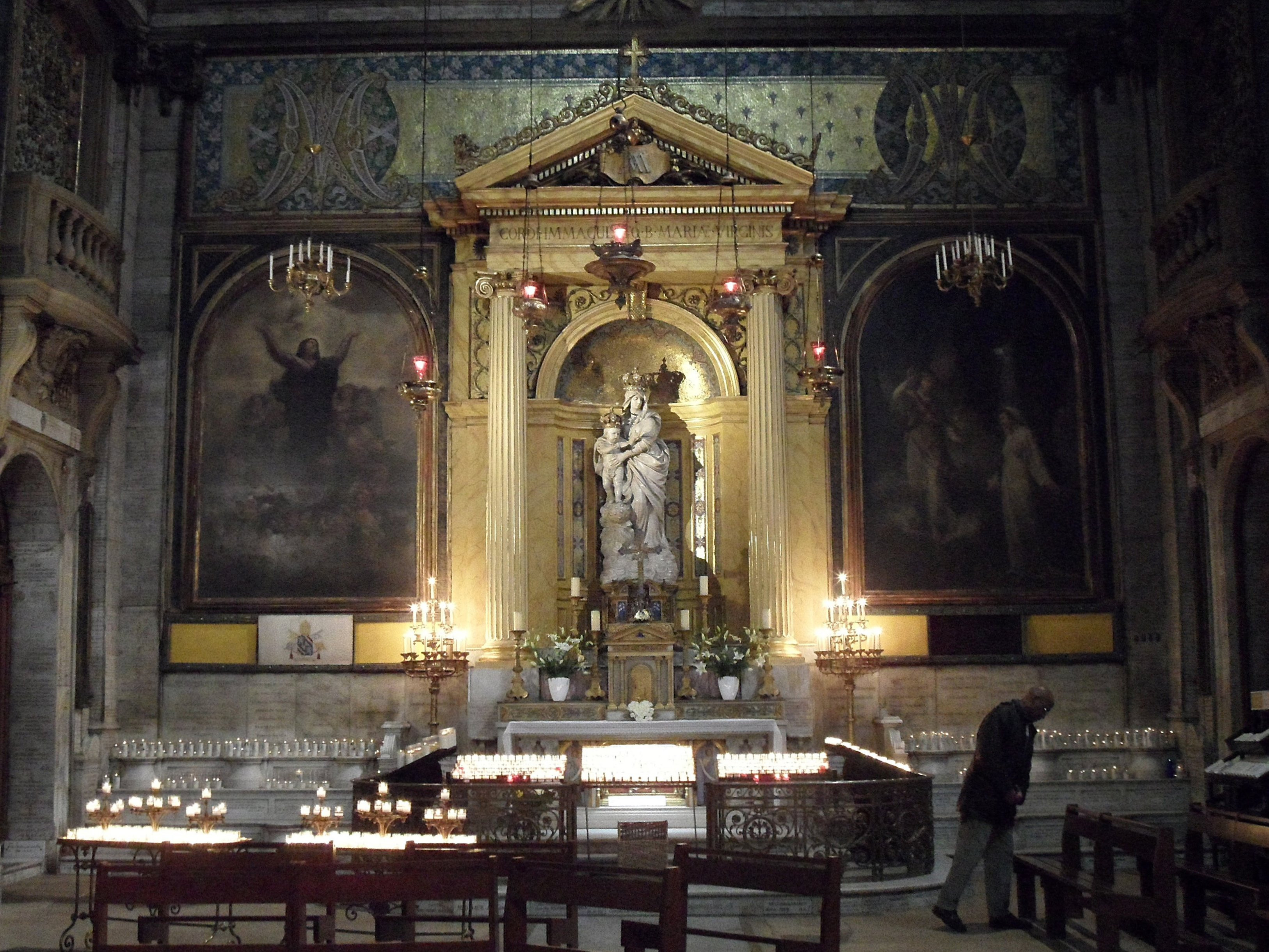
Autel de l'Archiconfrérie de Notre-Dame-des-Victoires.
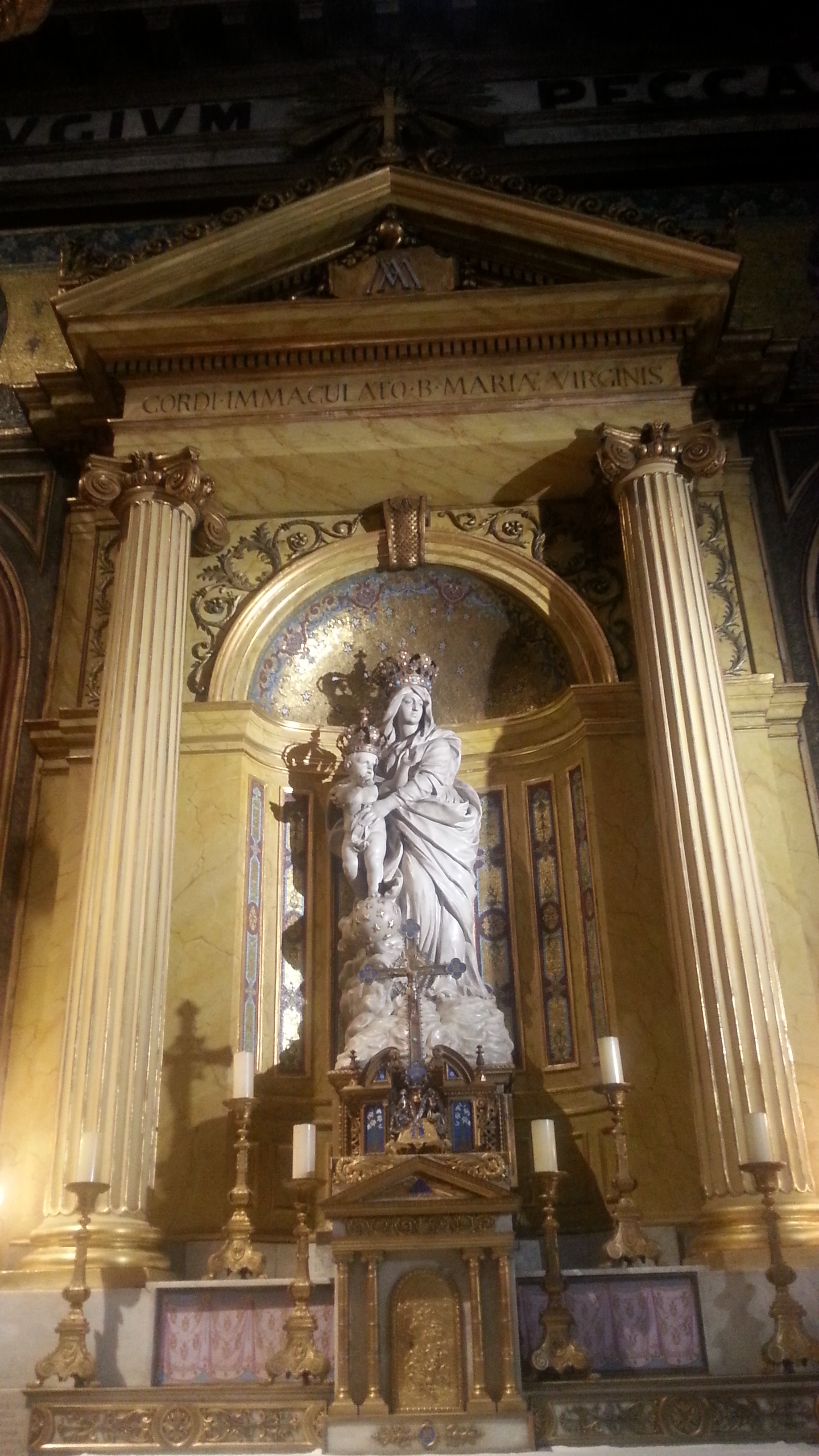
Statue de Notre-Dame-des-Victoires.
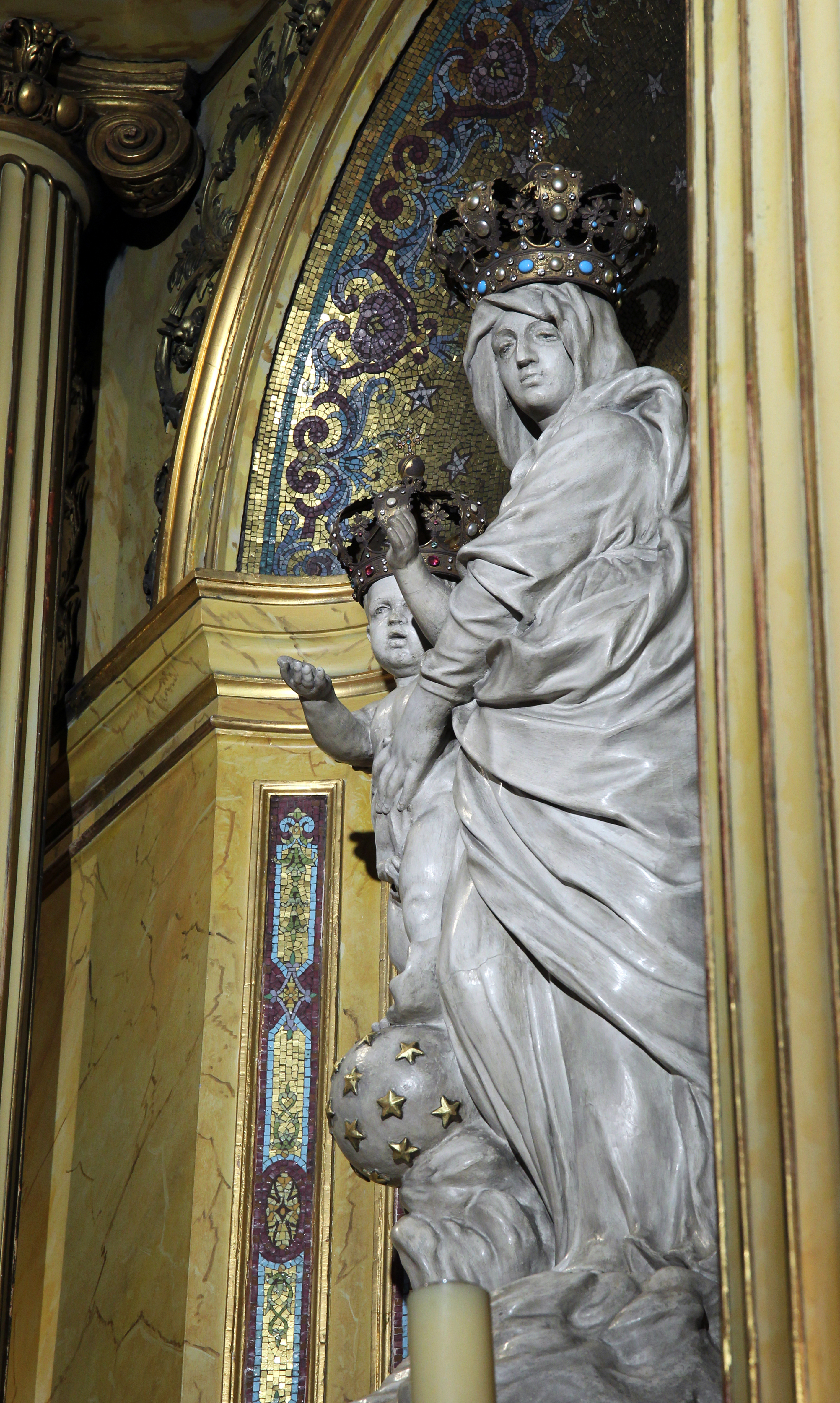
Vue rapprochée.

La statue de Notre-Dame-des-Victoires, installée en 1809, est en plâtre durci, œuvre probable d’un sculpteur italien. Elle remplace la statue de Notre-Dame de Savone, disparue en 1796. Le 25 mars 1843, le corps de sainte Aurélie dans sa châsse est installé au pied de l'autel de Notre-Dame, lors de la fête de l'Annonciation. Le 9 juillet 1853 la statue fut couronnée par demande du pape Pie IX qui voulait rendre grâce pour la délivrance de Rome par les soldats français en 1849.

Les autres chapelles
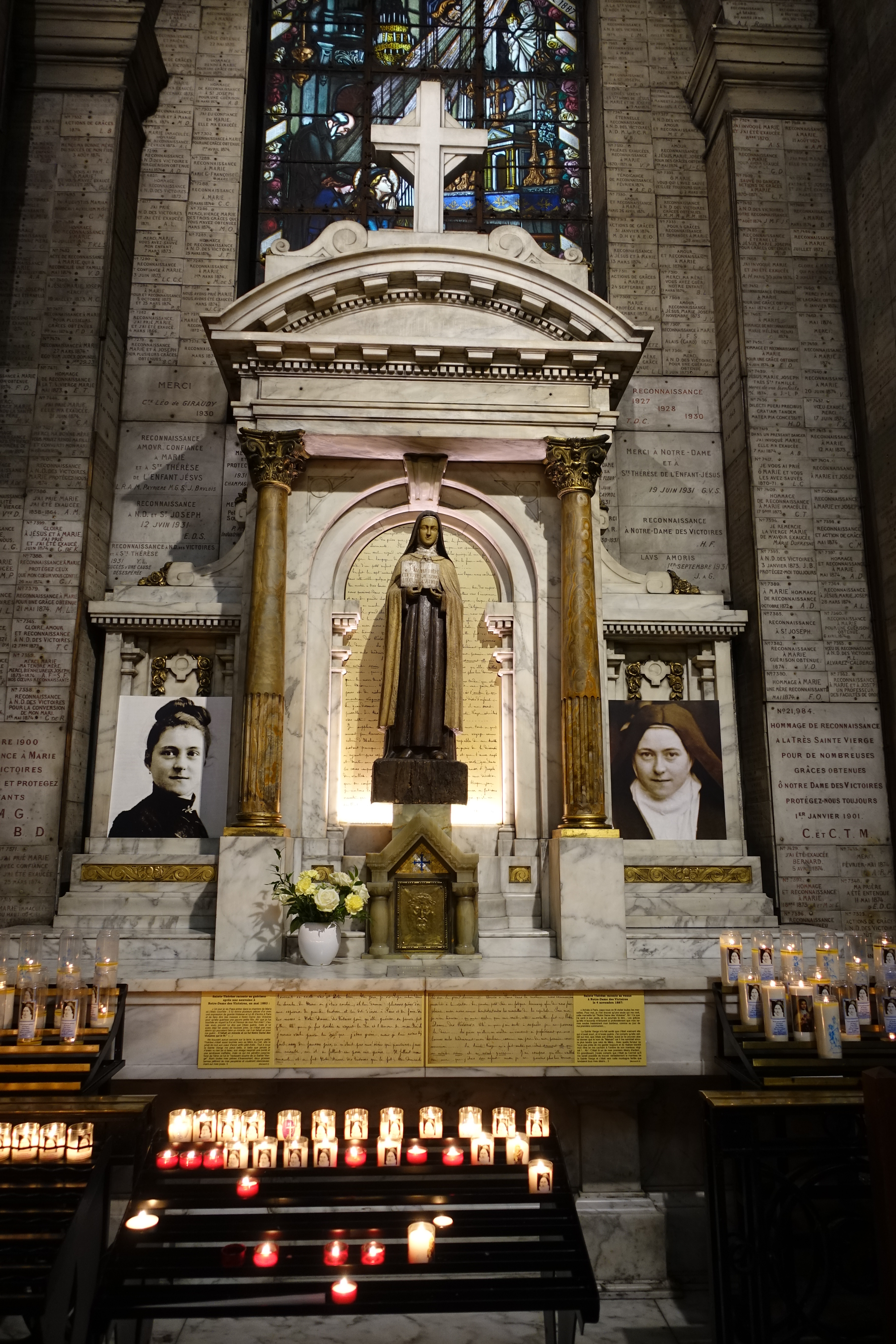
Chapelle Sainte-Thérèse.
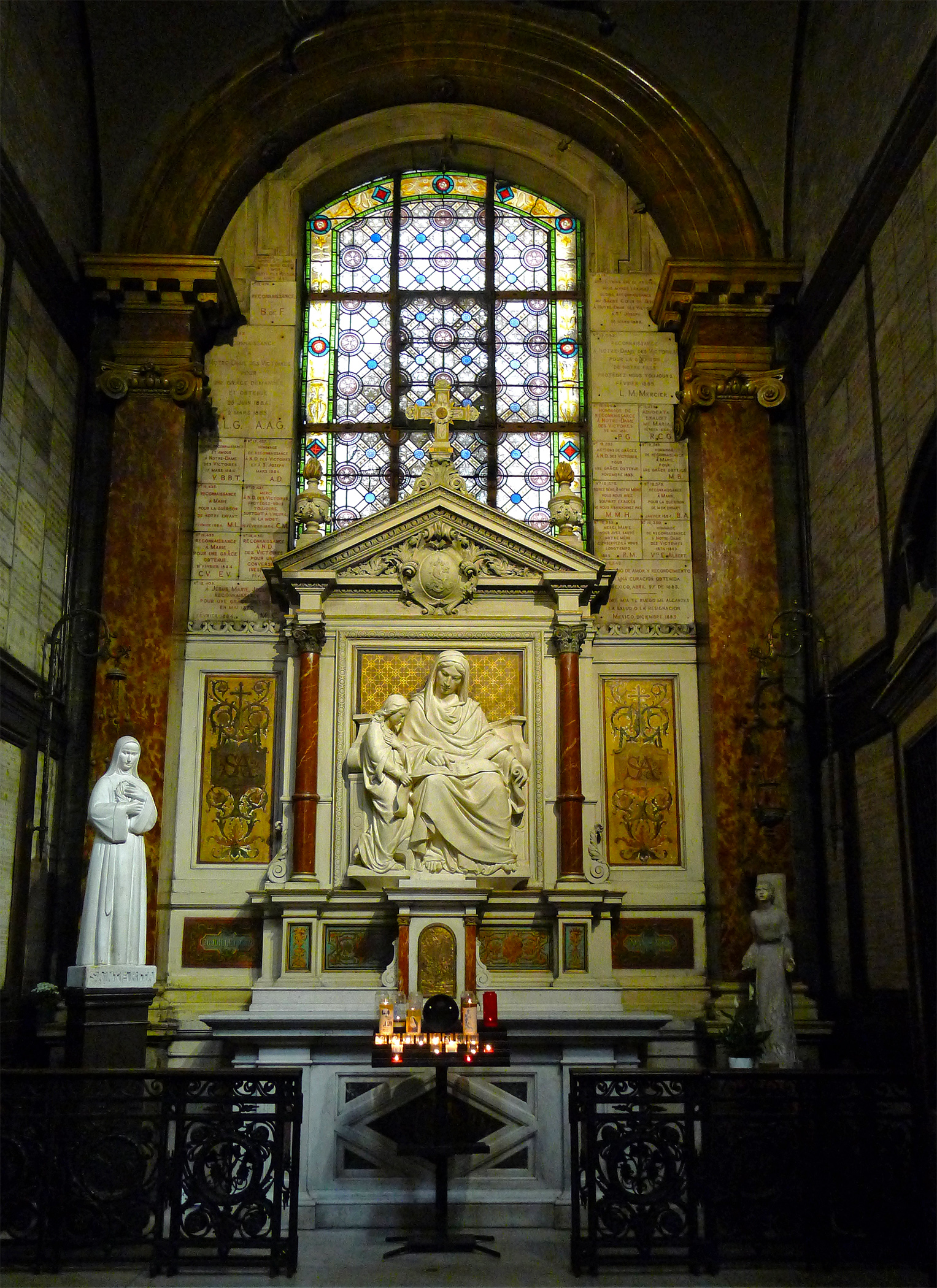
Chapelle Sainte-Anne, couverte d'ex-voto.
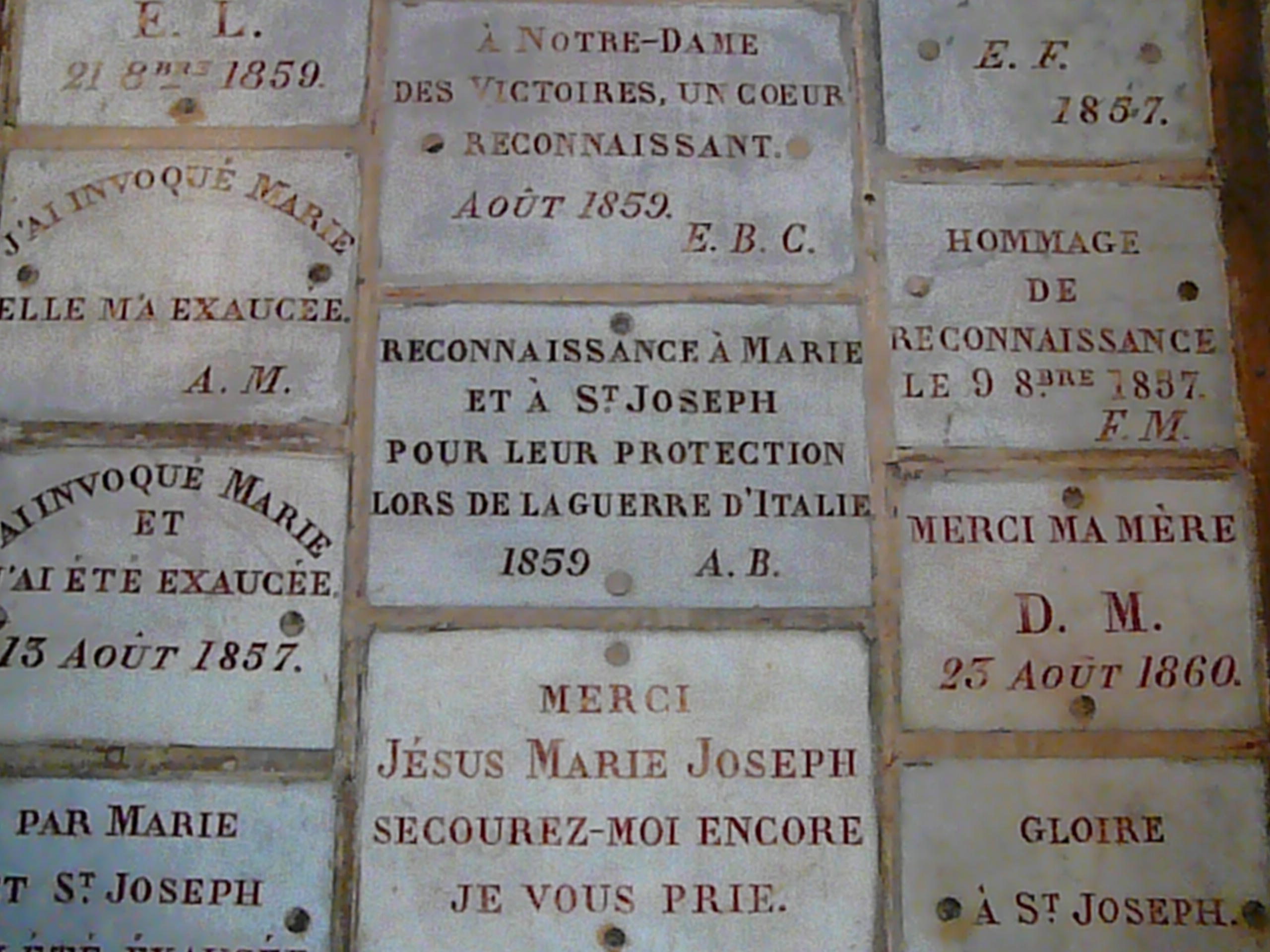
Exemples d'ex-voto.
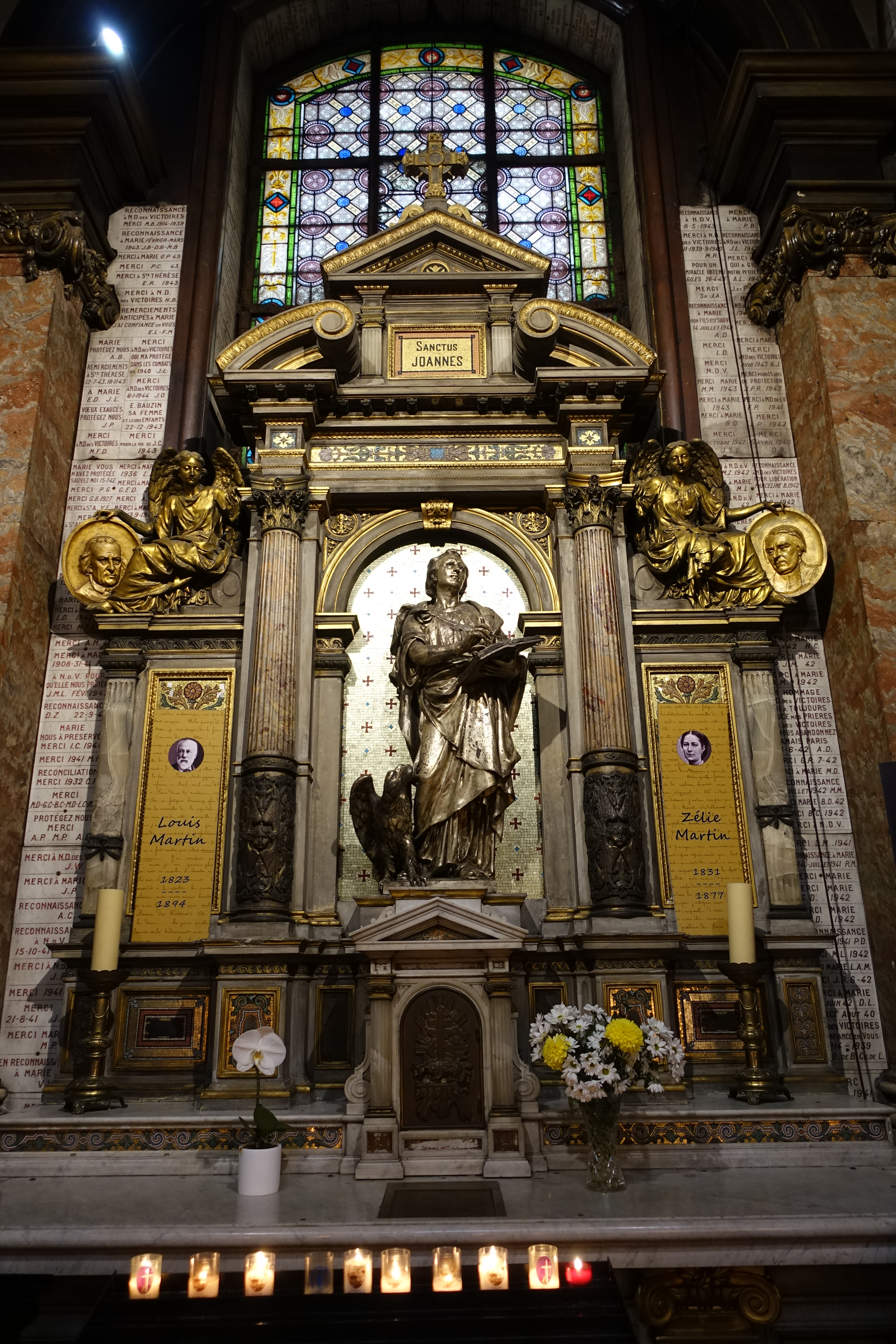
Chapelle Saint-Jean l'Évangéliste.
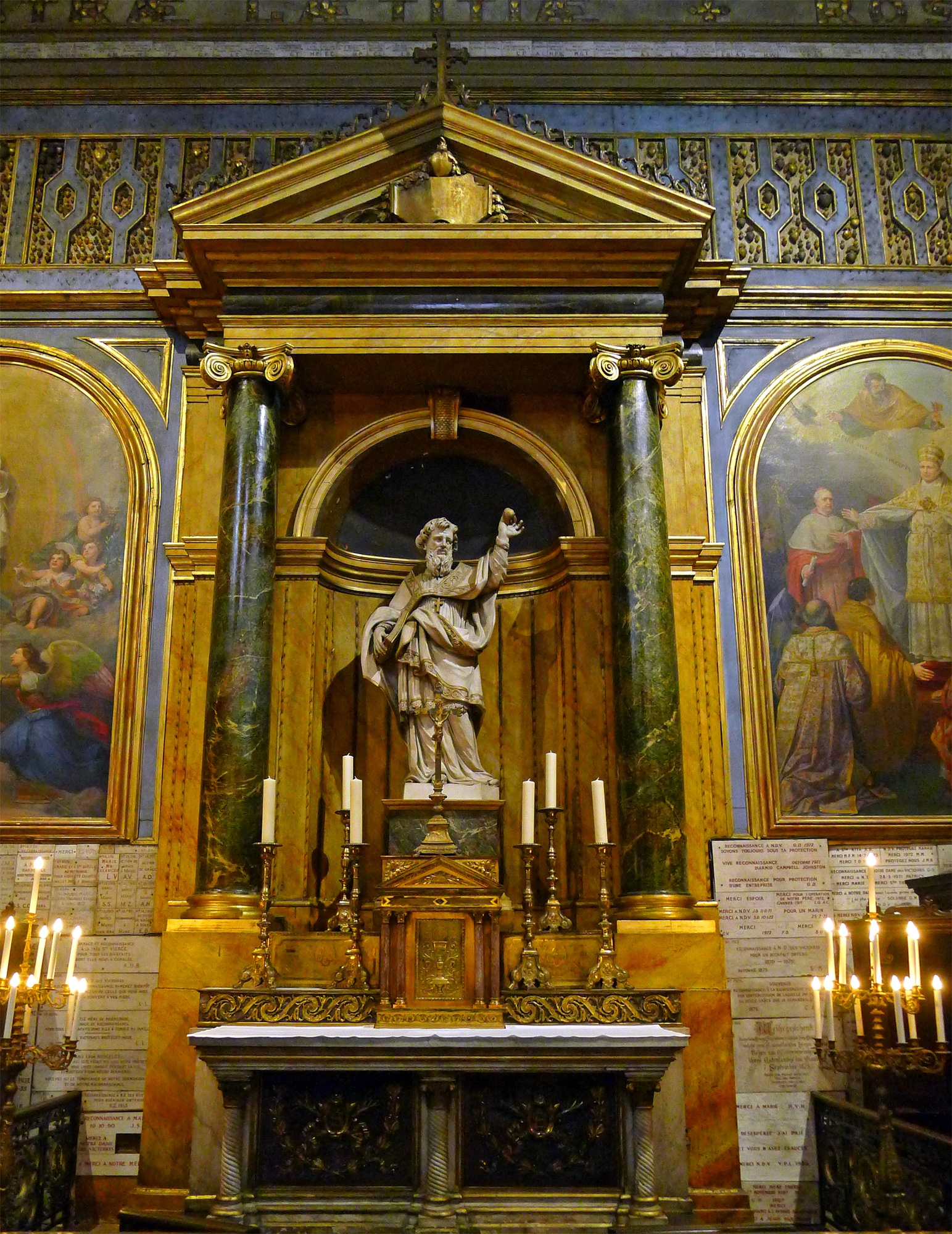
Chapelle Saint-Augustin.

#### Orgue de tribune
L'orgue a été créé par Lesclop, facteur d'orgues du XVIIIe siècle et le buffet par Louis-Alexandre Régnier, maître-menuisier à Paris et membre de l'Académie de Saint-Luc depuis 1735. Seul le buffet est protégé au titre d'objet (classement le 20 février 1905). L'instrument actuel (par Alfred Kern) date de 1973. Il dispose de 49 jeux avec transmissions mécaniques.
Le buffet, en bois taillé et décoré dans la masse, est constitué d'un grand corps à cinq tourelles et d'un positif de dos à trois tourelles. Il possède des décors en bas relief et en ronde bosse, notamment des vases, des trophées et des instruments de musique ; la tourelle centrale est couronnée par un ange qui tient sur les genoux un livre ouvert. Les culs-de-lampe des tourelles sont ornés de têtes de chérubins à mi-corps. Il date de 1739.

L'orgue de tribune
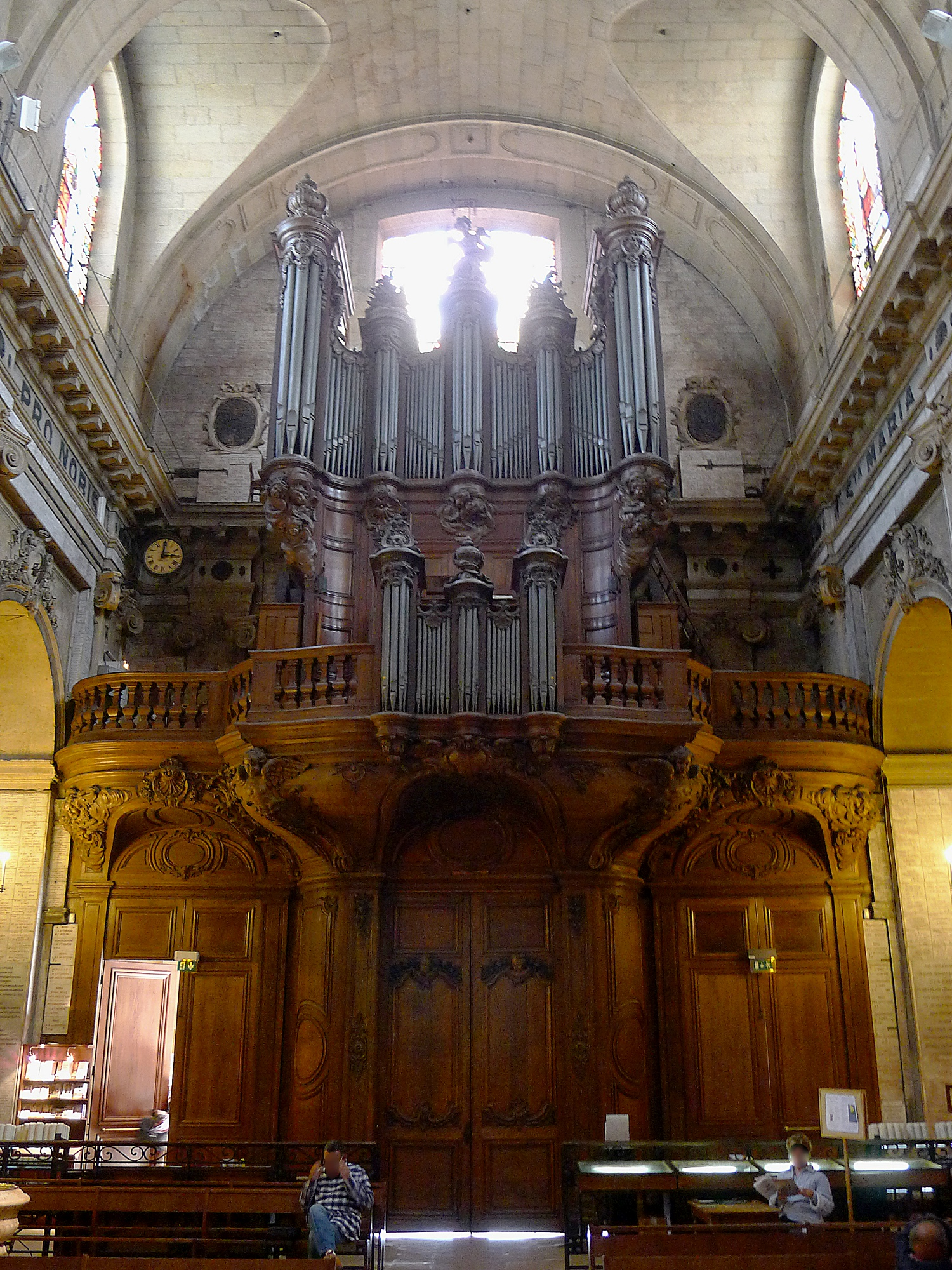
Orgue de tribune.
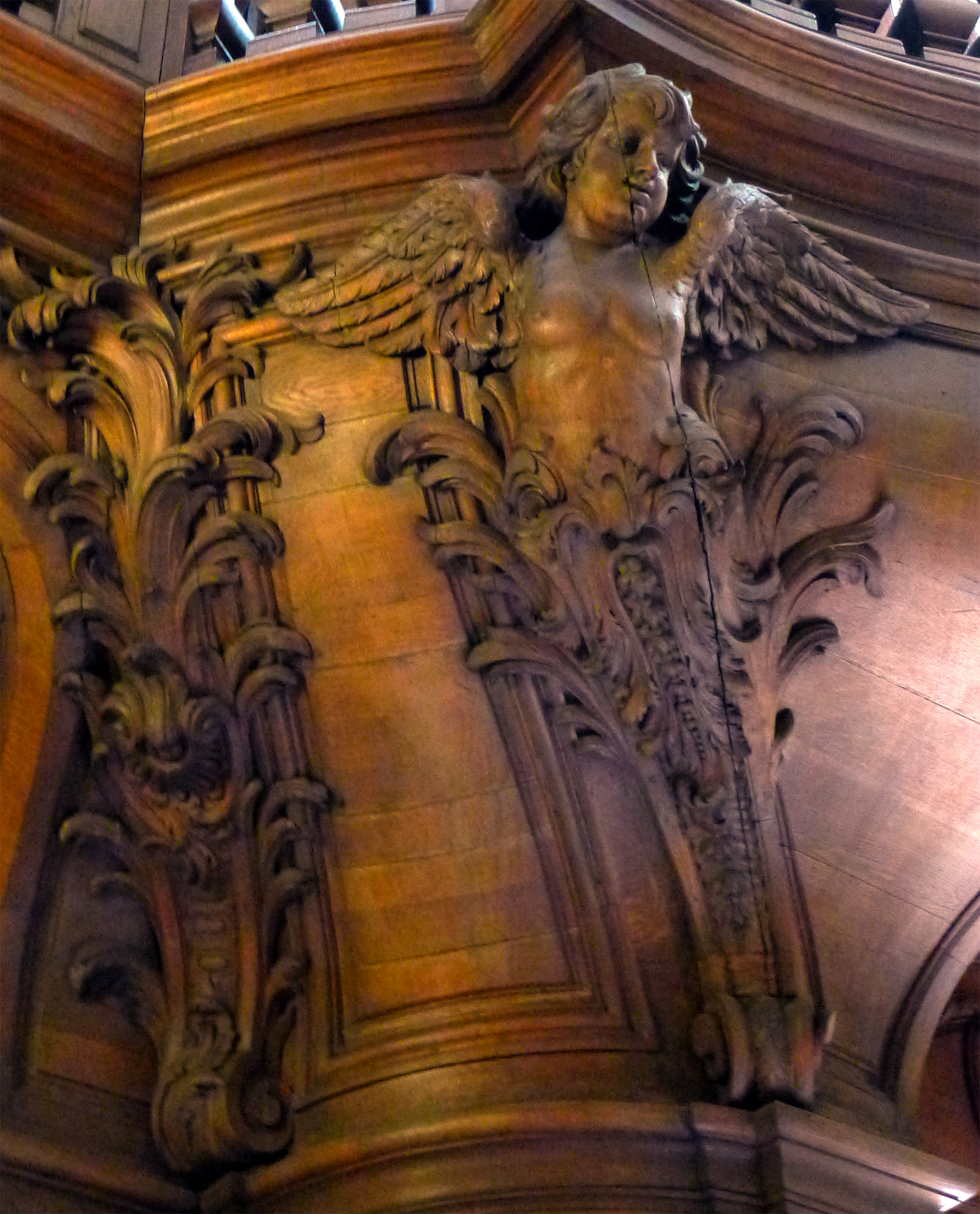
Orgue de tribune - détail.
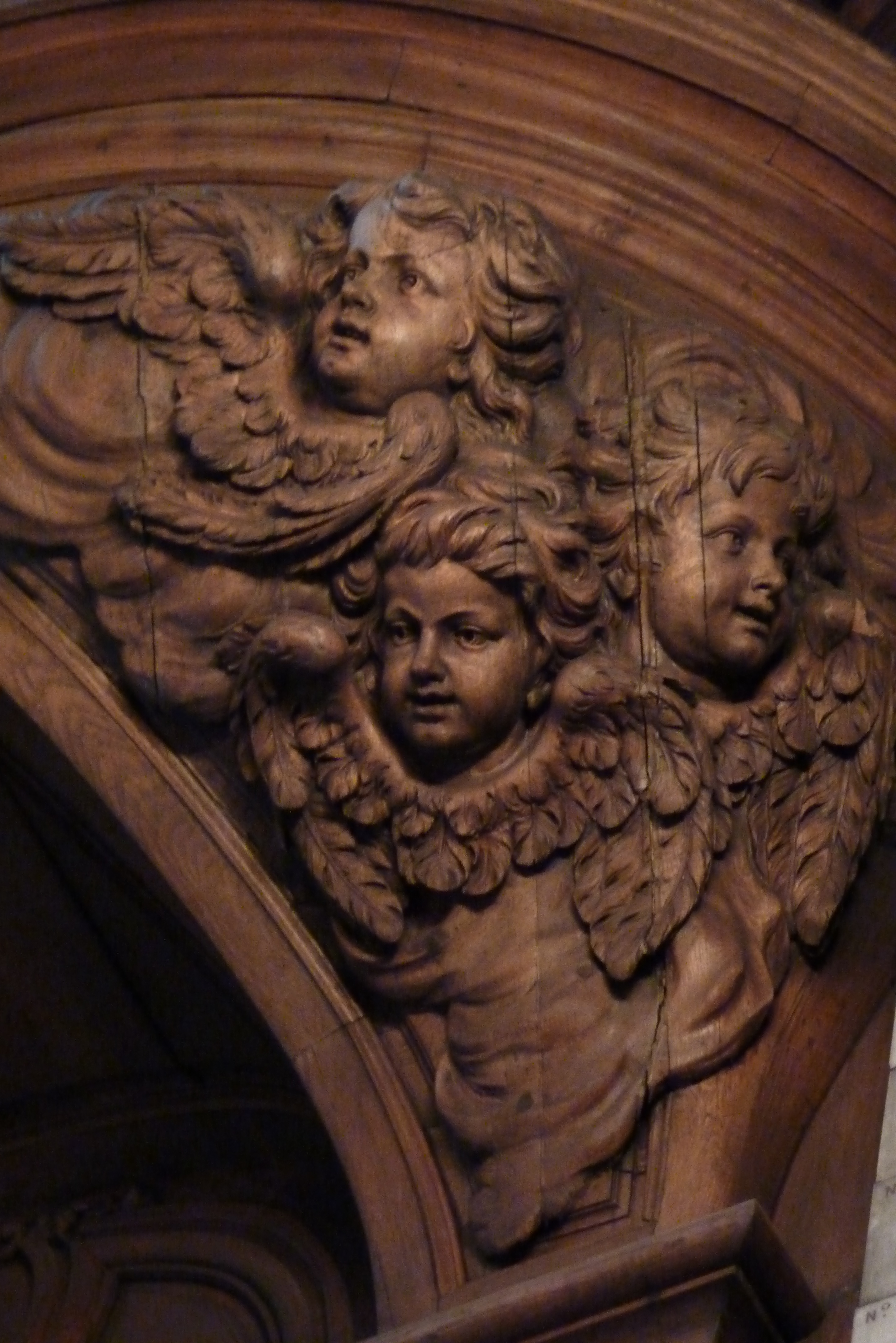
Orgue de tribune - autre détail.

- Composition de l'orgue de tribune

| Positif 56 notes    |
| Bourdon 8'          |
| Montre 4'           |
| Flûte à cheminée 4' |
| Nasard 2' 2/3       |
| Doublette 2'        |
| Tierce 1' 3/5       |
| Larigot 1' 1/3      |
| Cymbale III         |
| Cromorne 8'         |

| Grand-orgue 56 notes |
| Bourdon 16'          |
| Montre 8'            |
| Bourdon 8'           |
| Gros Nasard 5' 1/3   |
| Prestant 4'          |
| Grosse tierce 3' 1/5 |
| Doublette 2'         |
| Cornet V             |
| Grosse fourniture II |
| Fourniture III       |
| Cymbale IV           |
| Trompette 8'         |
| Clairon 4'           |

| Récit expressif 56 notes |
| Quintaton 16'            |
| Principal 8'             |
| Bourdon 8'               |
| Unda maris 8'            |
| Prestant 4'              |
| Doublette 2'             |
| Sifflet 1'               |
| Cymbale IV               |
| Bombarde 16'             |
| Trompette 8'             |
| Hautbois 8'              |
| Clairon 4'               |

| Solo 56 notes       |
| Flûte à cheminée 8' |
| Flûte à fuseau 8'   |
| Cornet III          |
| Voix humaine 8'     |

| Pédale 30 notes |
| Soubasse 16'    |
| Principal 16'   |
| Quinte 10' 2/3  |
| Flûte 8'        |
| Prestant 4'     |
| Nachthorn 2'    |
| Fourniture IV   |
| Bombarde 16'    |
| Trompette 8'    |
| Clairon 4'      |
| Chalumeau 4'    |

#### Orgue de chœur
L'orgue de chœur construit en 1937 par le facteur d'orgues Victor Gonzalez possède 19 jeux, les transmissions sont électriques.
- Composition de l'orgue de chœur

| Grand-orgue 56 notes |
| Bourdon 16'          |
| Bourdon 8'           |
| Montre 8'            |
| Flûte harmonique 8'  |
| Prestant 4'          |
| Sesquialtera II      |

| Récit expressif 56 notes |
| Diapason 8'              |
| Gambe 8'                 |
| Cor de nuit 8'           |
| Voix céleste 8'          |
| Flûte octaviante 4'      |
| Octavin 2'               |
| Plein-jeu IV             |
| Trompette 8'             |
| Basson-hautbois 8'       |
| Clairon 4'               |

| Pédale 32 notes |
| Soubasse 16'    |
| Bourdon 8'      |
| Flûte 8'        |

## Les verrières de l'église

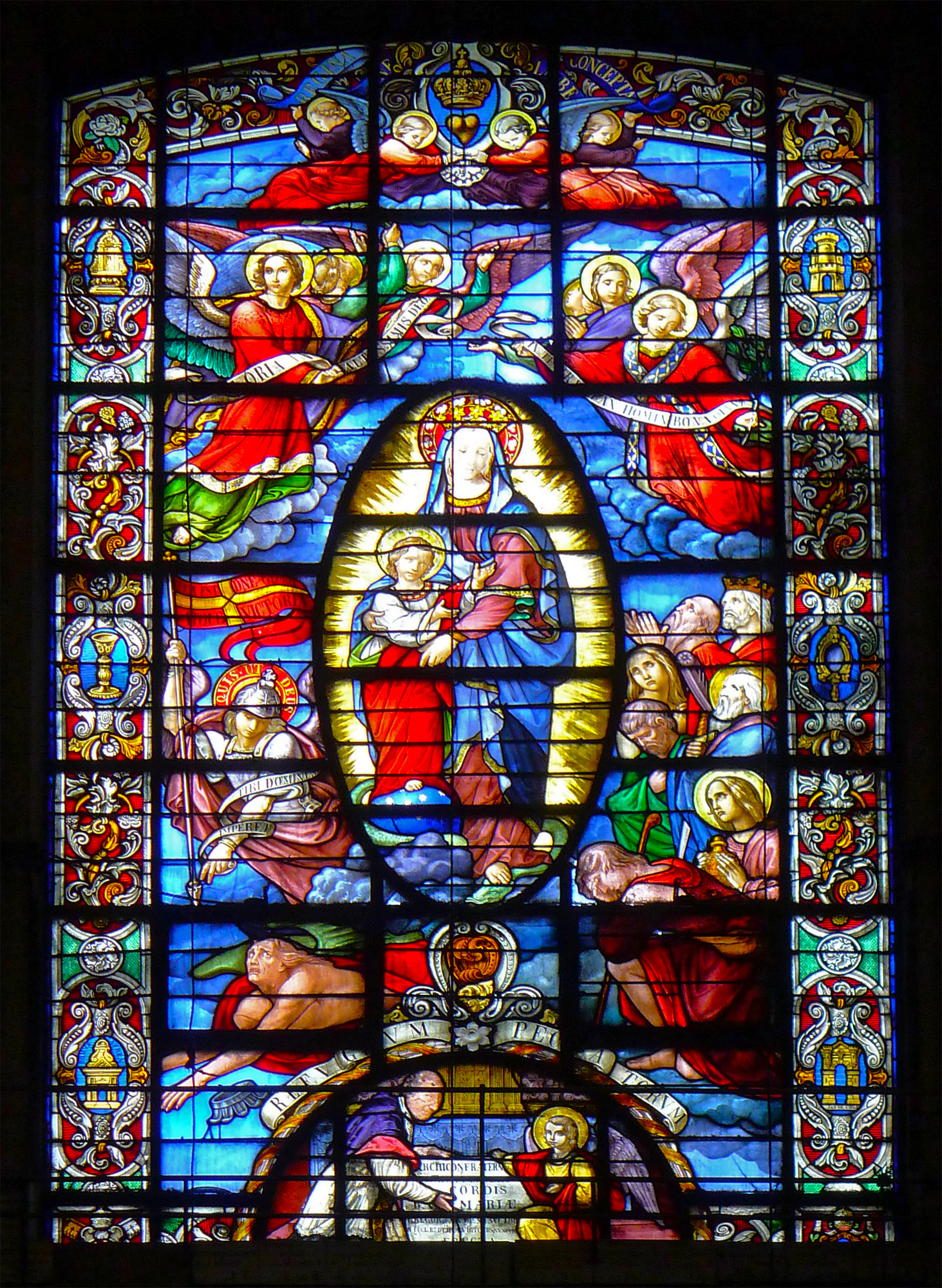
Notre-Dame-Refuge-des-Pécheurs, 1854, réalisation d'Antoine Lusson d'après un carton de Louis-Joseph Hallez.

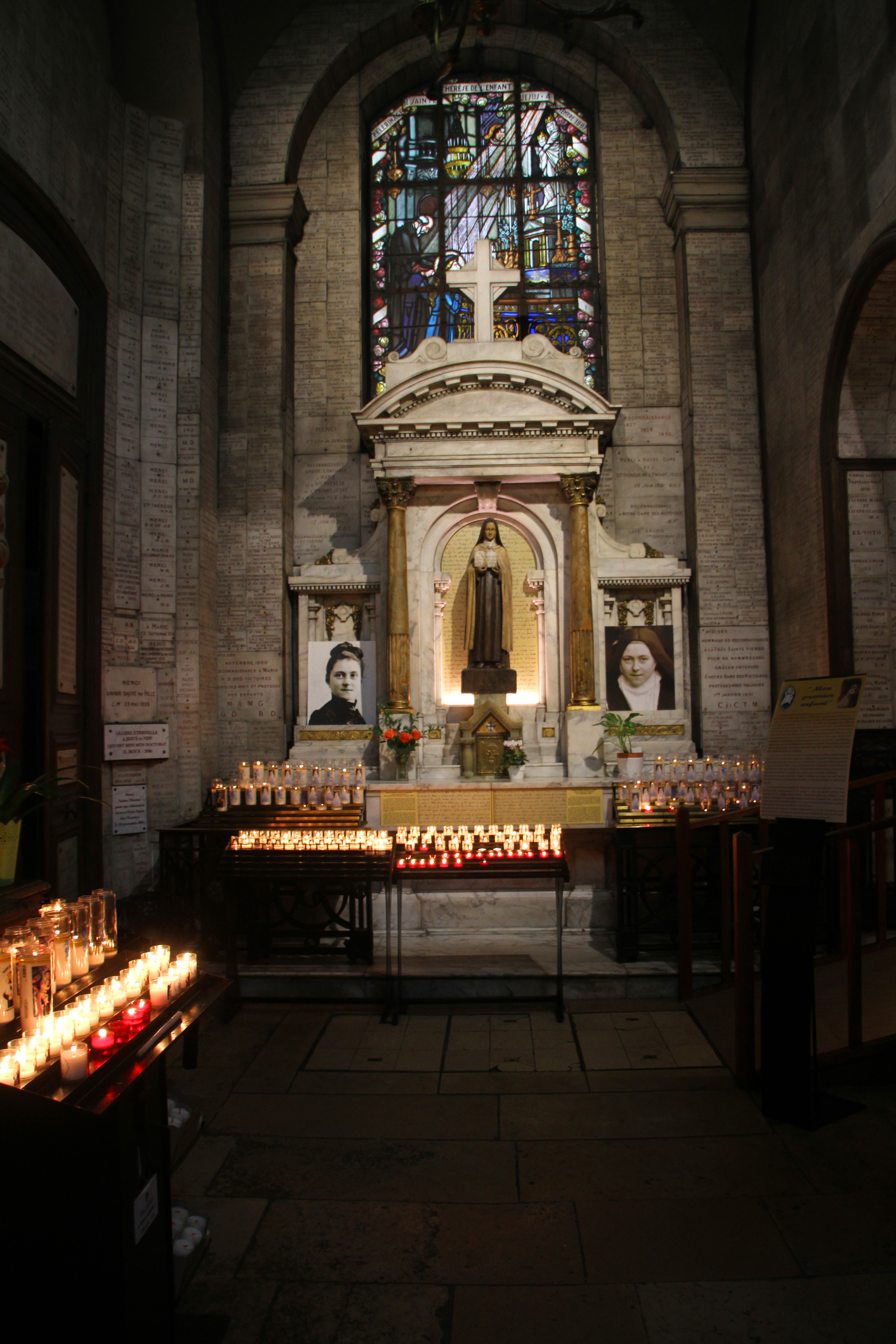
Chapelle Sainte-Thérèse comportant le vitrail du Pèlerinage de sainte Thérèse de Lisieux à Notre-Dame-des-Victoires de 1931 réalisé par l'atelier Mauméjean avec la collaboration de Mademoiselle Charpy.

Notre-Dame-des-Victoires possède de nombreuses verrières. Avant l'arrivée du curé Charles-Éléonore Dufriche-Desgenettes, on sait qu'il y avait des vitraux peints de festons, de fleurs et de cœurs avec des cartouches sur lesquels on pouvait lire le nom de Dieu en différentes langues (hébreu, grec et latin). Aux panneaux du milieu de chaque vitrail, on avait représenté les armoiries des bienfaiteurs de l'église ou du couvent, c'est-à-dire M. de la Vrillière, le maréchal Jacques Rouxel de Grancey, le marquis de Vassé, M. Nevel, le chevalier de Souvré et M. de Bullion. Ce n'est qu'à partir de l'arrivée de Charles-Éléonore Dufriche-Desgenettes que le vitrail a véritablement fait son apparition dans l'édifice. En effet, le curé souhaitait depuis longtemps poser un vitrail dans la fenêtre principale. La collaboration de Sosthène II de La Rochefoucauld duc de Doudeauville, duc de Bisaccia, à la suite du décès de son épouse, a été un élément moteur dans la pose des trois premières verrières de la paroisse. C'est dans l'idée d'un ex-voto vitré qu'il décida d'offrir la somme de dix mille francs pour la réalisation des verrières du Crucifiement de Notre-Seigneur et du Vœu de Louis XIII. Ainsi, les cartons ont été dessinés en 1854 par Claudius Lavergne, ami de longue date du curé de Notre-Dame-des-Victoires et élève de Jean-Auguste-Dominique Ingres et de Victor Orsel, et leur réalisation a été confiée à Antoine Lusson qui dirigeait alors la plus grande manufacture de vitraux de l'époque. En ce qui concerne la troisième verrière posée à la même date, Marie Refuge des Pécheurs, il s'agit également d'une réalisation d'Antoine Lusson à partir d'un carton de Louis-Joseph Hallez. Cette verrière n'a pas été financée par la maison de La Rochefoucauld mais par une souscription des paroissiens à la suite d'une allocution de l'abbé Herpin.
Dans la suite de l'abbé Charles-Éléonore Dufriche-Desgenettes, de nouvelles verrières ont été ajoutées à l'église des Victoires dans le troisième quart du XIXe siècle. Sous la direction de l'abbé Hippolyte Chanal, un vitrail a été réalisé par l'atelier Mazier de Marcoussis vers 1867 pour la chapelle Saint-Pierre. Il représente les Armes de la Papauté pour un coût de quatre cent francs. Cependant, c'est l'abbé Louis-Claude Chevojon qui a été l'instigateur d'une mise en place considérable de nouveaux vitraux dans l'église parisienne entre 1874 et 1875. Charles-Philibert Gomichon des Granges a été choisi pour réaliser les six verrières de la Vie de la Vierge du chœur d'un coût total de seize mille francs financés par le curé, on y voit notamment La Naissance de la Vierge, l'Annonciation, La Présentation au temple, L'Assomption, La Visitation et Le Mariage de la Vierge. C'est encore Desgranges qui réalise l'ensemble des verrières hautes de la nef en 1875 représentants respectivement Le Baptême de Jésus-Christ, Saint Jean l'évangéliste, La Sainte Enfance, Sainte Marie Mère des Douleurs, Saint Pierre, Saint Joseph, Le Sacré-Cœur de Jésus et Sainte Anne. Il semblerait qu'il est aussi chargé de l'ensemble des vitraux géométriques des chapelles basses. Il termine son travail avec la pose de la verrière de l'Assomption de la Vierge pour la façade en novembre 1880 avant de modifier le cycle de la Vie de la Vierge du chœur en 1881 avec des vitraux plutôt clairs dans le goût des campagnes d'éclaircissements des XVIIe et XVIIIe siècles. Ainsi, il supprime la Naissance de la Vierge et la Visitation pour poser les Armes de l'Ordre des Augustins Déchaussés et les Armes du Pape Historique Pie IX.
Enfin, c'est sous la direction de l'abbé Georges Breffy que la dernière verrière de l'édifice a été posée en 1931. Elle représente le Pèlerinage de sainte Thérèse de Lisieux à Notre-Dame-des-Victoires et a été réalisée par l'atelier Mauméjean avec la collaboration de Mademoiselle Charpy. Ce vitrail s'inscrit dans une volonté de remettre sur le devant de la scène religieuse la paroisse parisienne des Victoires. Dans tous les cas, il vient conclure le grand projet initié par l'abbé Charles-Éléonore Dufriche-Desgenettes qui a été repris par ses successeurs dans une volonté de sauvegarde de la fréquentation de l'édifice. C'est peut-être la raison pour laquelle on retrouve de nombreuses verrières qui représentent la sculpture de l'autel de l'Archiconfrérie du Très Saint et Immaculé Cœur de Marie de Notre-Dame-des-Victoires en France et à l'étranger à l'instar de Notre-Dame-des-Victoires de San Francisco. On retrouve cette même sculpture dans les deux verrières du transept de l'église parisienne et dans celle du pèlerinage de sainte Thérèse de Lisieux.

## Personnalités liées à cette église
Le compositeur François Roberday y fut organiste quelque temps. Le compositeur Jean-Baptiste Lully, ancien habitant du quartier, y fut inhumé en 1687. La sépulture est profanée durant la Commune de Paris et il ne reste aujourd'hui qu'un cénotaphe, dans la chapelle Saint-Jean-Baptiste. D'autres membres de la famille Lully-Lambert y furent aussi inhumés.
Paolo Lorenzani, un autre compositeur italien et concurrent de Lully, contribua aussi à la liturgie de cet établissement.
Saint Louis Martin, père de sainte Thérèse de Lisieux, fit dire des messes à son intention lors de sa grave maladie en 1883. Thérèse y viendra plus tard en pèlerinage avec son père, si bien que chaque année la basilique accueille les reliques de la sainte pour une neuvaine de prière en mémoire de son passage. Une chapelle, consacrée le 16 janvier 2012, est dédiée aux parents de Thérèse de Lisieux, les saints Louis et Zélie Martin. L'Église a béatifié le couple Louis et Zélie Martin le 19 octobre 2008 et les a canonisés le dimanche 18 octobre 2015.
Joris-Karl Huysmans écrivait de Notre-Dame-des-Victoires que « seule elle conserve intacte l'âme perdue des temps ».
Emmanuel d'Alzon y fit des vœux privés de religion en juin ou juillet 1845, une représentation du fondateur des Augustins de l'Assomption se trouve sur l'autel.

## Vie de la paroisse
Depuis 2018, le curé-recteur est le père Antoine d'Augustin. Plusieurs prêtres catholiques confesseurs concourent à l'animation spirituelle du sanctuaire ainsi que des bénédictines du Sacré-Cœur de Montmartre, installées au prieuré attenant. Parmi ces prêtres se trouve Gérard Thieux, affilié à la Société sacerdotale de la Sainte-Croix, médiatiquement connu pour ses apparitions à l'émission de télévision Dieu Merci ! et pour ses conseils et explications donnés, par Internet, sous forme de vidéos.

## Accès
Le site est desservi par la ligne 3 du métro à la station Bourse.